# سید محمد خاتمی
سیّد محمّد خاتمی (زادهٔ ۲۱ مهر ۱۳۲۲) سیاستمدار اصلاح‌طلب ایرانی است که از سال ۱۳۷۶ تا ۱۳۸۴ به‌عنوان پنجمین رئیس‌جمهور ایران فعّالیت می‌کرد. در سال ۲۰۰۹، مجلهٔ نیوزویک، وی را چهارمین مرد قدرتمند در ایران نامید. او به عنوان رهبر جبهه اصلاحات جمهوری اسلامی ایران و یکی از شاخص‌ترین و فعال‌ترین شخصیت‌های سیاسی ایران شناخته می‌شود ولی هیچگاه بعد از دوران ریاست‌جمهوری مانند یک شخصیت سیاسی عادی مصاحبه‌ انجام نداد. پس از پایان دوره ریاست‌جمهوری، خاتمی و تعدادی از وزرای دولت وی بنیاد باران را ایجاد کردند که دفتر وی بوده و جبهه اصلاحات از این طریق راهبری می‌شود.
او فرزند سید روح‌الله خاتمی است. خاتمی از ۱۳۴۱ به فعالیت‌های سیاسی پرداخت و عضو انجمن اسلامی دانشجویان اصفهان بود. او در ۱۳۵۹ نمایندهٔ اردکان و میبد در مجلس شورای اسلامی بود و در همان سال به عنوان نمایندهٔ سید روح‌الله خمینی و سرپرست مؤسسهٔ کیهان منصوب شد. او از ۱۳۶۱ تا ۱۳۷۱ ریاست وزارت فرهنگ و ارشاد اسلامی و در طول جنگ معاون فرهنگی ستاد فرماندهی کل قوا و ریاست ستاد تبلیغات جنگ را نیز بر عهده داشت. خاتمی از سال ۱۳۷۱ مشاور رئیس‌جمهور و رئیس کتابخانهٔ ملی بود و در دانشگاه هم تدریس می‌کرد. او در سال ۱۳۷۵ با حکم سید علی خامنه‌ای عضو شورای عالی انقلاب فرهنگی شد. روز پیروزی او در انتخابات ریاست‌جمهوری ۱۳۷۶ با کسب بیش از ۲۰ میلیون رأی با هفتاد درصد آراء به نامی برای جنبش اصلاح‌طلبی داخلی در ایران بدل شد. 
خاتمی ایده‌ای به نام گفتگوی تمدن‌ها را در دوره ریاست جمهوری خود در مجمع عمومی سازمان ملل و سپس در فضای داخلی ایران مطرح کرد که سازمان ملل متحد نیز سال ۲۰۰۱ را بر اساس این ایده، سال گفتگوی تمدن‌ها نامید. به فاصله کوتاهی بعد از بیان این شعار، دولت آمریکا و شرکای خود به افغانستان حمله نظامی کردند که از طریق کمک‌های شایان دولت وقت ایران در این حمله به موفقیت سریع و چشمگیری دست یافت، ولی بلافاصله بعد از آن، دولت آمریکا ایران را ذیل لیستی به عنوان محور شرارت قرار داده شد. در ادامه در سال ۲۰۰۳ پیشنهاد بسیار سخاوتمندانه ایران که شامل عقب‌نشینی از بسیاری از حقوق خود برای حل کامل اختلافات ایران و آمریکا بود توسط این کشور رد شد.

## زندگی شخصی

خاتمی در پنج سالگی با پدرش سید روح‌الله خاتمی

سید محمد خاتمی در ۲۱ مهر ۱۳۲۲ در اردکان، استان یزد متولد شد. پدرش سید روح‌الله خاتمی، مؤسس مدرسهٔ علمیهٔ اردکان و امام جمعهٔ یزد در سالیان نخستین پس از انقلاب ۱۳۵۷ بود که با سکینه ضیایی ازدواج کرد. برادرش، یکی محمدرضا از رهبران جبههٔ مشارکت است و دیگری سید علی طی دومین دورهٔ ریاست جمهوری خاتمی رئیس دفتر او بود. فاطمه سادات خواهر بزرگ‌تر خاتمی است. خاتمی علاوه بر زبان مادری خود فارسی، به زبان‌های عربی، انگلیسی و آلمانی تسلط دارد.
خاتمی در سال ۱۳۵۳ با زهره صادقی ازدواج کرد. خاتمی دوره دبستان و دبیرستان را در اردکان سپری کرد و در رشته علوم تجربی دیپلم گرفت. او در سال ۱۳۴۰ وارد حوزه علمیه قم شد. او در سال ۱۳۴۴ به اصفهان رفت و به‌همراه تحصیلات حوزوی، مقطع کارشناسی فلسفه غرب را در دانشگاه اصفهان تا سال ۱۳۴۸ به پایان رساند. او مقطع کارشناسی ارشد علوم تربیتی را در دانشگاه تهران، هم‌زمان با دوره سربازی، ادامه داد.

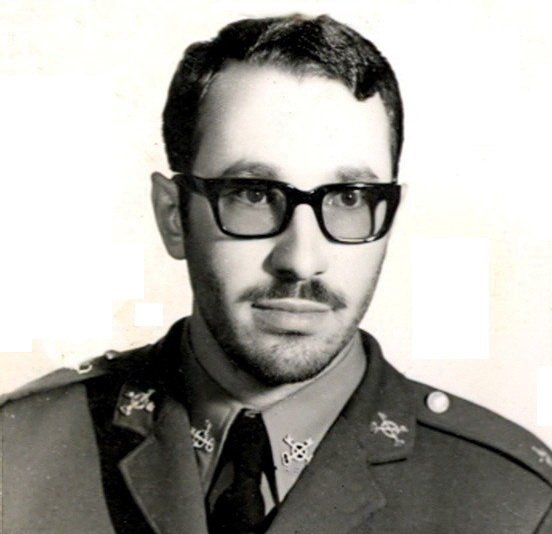
خاتمی هنگام خدمت نظامی

خاتمی در سال ۱۳۵۰ امکان استفاده از بورس تحصیلی دوره دکتری در خارج از کشور را داشت، اما به قم بازگشت و به‌مدت هفت سال درس‌های حوزه را در مقطع خارج فقه و اصول و نیز فلسفه فرا گرفت. مرتضی حائری یزدی در فقه، حسین وحید خراسانی در اصول فقه، سید موسی شبیری زنجانی در علم رجال و مصطلح‌الحدیث و عبدالله جوادی آملی در فلسفه از آموزگاران او بودند. او در کلاس خصوصی مرتضی مطهری با موضوع فلسفهٔ گئورگ ویلهلم فریدریش هگل و مارکسیسم نیز شرکت کرد.
خاتمی به دلیل مطرح کردن طرح گفتگوی تمدن‌ها موفق به اخذ دکترای افتخاری از دانشگاه تهران و دانشگاه سنت اندروز انگلستان و دانشگاه لیژ در بلژیک شد.

### فرزندان
او دو دختر به نام‌های لیلا (زادهٔ ۱۳۵۵) و نرگس (زادهٔ ۱۳۶۱) و پسری به نام عمادالدین (زادهٔ ۱۳۶۷) دارد. لیلا، دارای دکترای ریاضی  دانشگاه تهران (۲۰۰۳), از سال ۲۰۰۸ به عنوان محقق و استادیار در   دانشکده ریاضی کالج یونیون و  از سال ۲۰۲۰ به مقام استاد تمام و ریاست دپارتمان ریاضی این کالج در شهر سکنکتدی، ایالت نیویورک، آمریکا منصوب شده است. نرگس نیز به همراه همسرش در خارج از کشور اقامت دارد. عماد در اسفند ۱۳۹۰ ازدواج کرد. در شهریور ۱۳۹۸ گزارش شد که عماد برای ادامهٔ تحصیل با خانواده‌اش به خارج از کشور رفته‌است.

## آغاز فعالیت سیاسی
خاتمی در دورهٔ حضورش در قم و اصفهان، رابط انقلابیون قم و اردکان بود و در انتقال و توزیع اعلامیه‌های سیاسی فعالیت داشت. او در اصفهان از اعضای فعال انجمن اسلامی دانشجویان بود. بیشتر اعلامیه‌هایی که در فاصله سال‌های ۱۳۵۳ تا انقلاب ۱۳۵۷ در قم، با امضای روحانیون مبارز، حوزهٔ علمیه این شهر و طلاب مبارز منتشر می‌شد، به‌دست خاتمی تدوین می‌گردید و با مشارکت سید احمد خمینی توزیع می‌شد. خاتمی در سال‌های ۱۳۵۷ تا ۱۳۵۹، با تأیید سید محمد بهشتی، امامت مرکز اسلامی هامبورگ را بر عهده داشت. این مرکز یکی از کانون‌های مبارزات خارج از کشور بود و با اتحادیه انجمن‌های اسلامی دانشجویان در اروپا و آمریکا ارتباط داشت.
پس از سرنگونی ایران پهلوی و قدرت گرفتن نظام جمهوری اسلامی ایران، خاتمی به‌واسطهٔ احمد خمینی در انتخابات مجلس شورای اسلامی شرکت کرد و در اسفند ۱۳۵۸ به‌عنوان نمایندهٔ اردکان و میبد وارد مجلس شد. او در سال ۱۳۵۹ به فرمان روح‌الله خمینی به سرپرستی مؤسسهٔ مطبوعاتی کیهان منصوب گردید.
خاتمی در سال ۱۳۶۱ در کابینهٔ میر حسین موسوی، نخست‌وزیر وقت، به عنوان وزیر فرهنگ و ارشاد اسلامی انتخاب شد و همین سمت را در کابینهٔ هاشمی رفسنجانی نیز به عهده داشت. او در سال ۱۳۷۱ از این سمت کنار رفت. خاتمی در استعفانامهٔ خود نوشت در عرصهٔ فرهنگی ایران «با شکسته شدن همهٔ مرزهای قانونی، شرعی، اخلاقی کار از نقد و ارزیابی (ولو غیرمنصفانه) گذشته و هر وسیله‌ای برای رسیدن به اهداف خاصی مباح شمرده شده‌است و بدین‌سان می‌رود که کار به کلی از روال منطقی و مشروع خارج شود و در نتیجه فضایی ناسالم و آشفته پدید آید که فوری‌ترین اثر آن دل‌زدگی و عدم امنیت اندیشمندان و هنرمندان سالم و صاحب شخصیت و حتی مؤمن و شیفتهٔ انقلاب و اسلام است.» عبدالواحد موسوی لاری سال‌ها بعد گفت خاتمی با هاشمی رفسنجانی برای استعفا مشورت کرده بود و هاشمی با وجود مخالفت، برای حفظ خاتمی «پافشاری» نکرده بود. موسوی لاری گفته بود: «هاشمی فکر می‌کرد که با ماندن خاتمی یک کانون تهاجم علیه دولتش شکل می‌گیرد که با رفتن خاتمی آن کانون از بین می‌رود.» سید علی خامنه‌ای، رهبر بعدی جمهوری اسلامی، در اوایل دههٔ ۱۳۷۰ ایدهٔ مبارزه با تهاجم فرهنگی غرب را مطرح ساخت که توسط تمام نهادهای مختلف پیگیری شد، اما خاتمی با این دیدگاه کاملاً موافق نبود. پس از مدتی اختلاف نظر بین او و خامنه‌ای و مقاومت وی در مورد فضای مطبوعاتی و آزادی‌های فرهنگی، منجر به استعفای وی شد.
خاتمی در دوران جنگ ایران و عراق معاون فرهنگی و تبلیغات دفاعی ستاد کل نیروهای مسلح بود و ریاست ستاد تبلیغات جنگ را بر عهده داشت. خمینی در سال ۱۳۶۲ او را به‌عنوان عضو جدید ستاد انقلاب فرهنگی منصوب کرد. پس از پایان جنگ، خاتمی از سال ۱۳۷۱ تا ۱۳۷۶ مشاور رئیس‌جمهور و همچنین از سال ۱۳۷۱ رئیس کتابخانهٔ ملی ایران بود و هم‌زمان در دوره‌های دانشگاهی مختلف، اندیشهٔ سیاسی، فلسفه و اندیشهٔ سیاسی در اسلام تدریس می‌کرد. در سال ۱۳۷۵ به فرمان خامنه‌ای، به عضویت شورای عالی انقلاب فرهنگی درآمد.

## انتخابات دوم خرداد
در انتخابات ریاست جمهوری سال ۱۳۷۶، خاتمی به عنوان نمایندهٔ اصلاح‌طلبان داخلی شرکت کرد. رقیب اصلی وی علی اکبر ناطق نوری بود و نامزدهای دیگر در آن انتخابات رضا زواره‌ای و محمد محمدی ری‌شهری بودند. فضای انتخاباتی ریاست جمهوری در پاییز و زمستان سال ۱۳۷۵ خیلی بوی رقابت نمی‌داد و جریان محافظه کار در هشتمین سال ریاست جمهوری اکبر هاشمی رفسنجانی در دولت موسوم به سازندگی پیشاپیش خود را برندهٔ انتخابات می‌دانست. برخلاف بسیاری از پیش‌بینی‌ها، خاتمی با اختلاف بیش از ۱۳ میلیون رأی با نفر قبل پیروز شد و حدود هفتاد درصد آراء را از آن خود نمود. در این انتخابات ۷۹٫۹۳ درصد واجدین شرایط یعنی ۲۹٬۱۴۵٬۷۵۴ نفر شرکت کردند که در نهایت محمد خاتمی ۲۰ میلیون رأی آورد. در آغاز رای‌گیری اتهامات وسیعی مبنی بر مخالفت وی با مبانی اسلام و انقلاب توسط جناح محافظه کار منتشر شد تا جایی که جامعهٔ مدرسان حوزهٔ علمیهٔ قم طی بیانیه‌ای؛ رأی دادن به ناطق نوری را وظیفهٔ شرعی و الهی خود نامید.
انتخاب او در ۲ خرداد ۱۳۷۶، دورهٔ جدیدی در سیاست ایران بود و جنبشی که از دل این قضیه آغاز شد، معمولاً «جنبش دوم خرداد» نامیده می‌شود. این در ضمن اولین انتخابات رقابتی پس از پایان جنگ ایران و عراق بود. پیش از آن خامنه‌ای و هاشمی رفسنجانی هر کدام دو بار با کسب اکثریت آرا به ریاست جمهوری انتخاب شده بودند. خاتمی در سال ۱۳۸۰ و انتخابات ۱۸ خرداد نیز پس از حدس و گمانه‌های مختلفی در مورد عدم شرکتش، شرکت کرد. خاتمی خود علت شرکتش را «میل مردم» می‌دانست.

## دوران ریاست‌جمهوری
دو دورهٔ ریاست جمهوری سید محمد خاتمی به ویژه دورهٔ نخست، آبستن اتفاقات و بحران‌ها و کارشکنی‌های بزرگ و کوچک بسیاری بود که نقطهٔ اوج آن در ۱۸ تیرماه ۱۳۷۸ با حمله به کوی دانشگاه اتفاق افتاد و اغلب با سازماندهی قبلی و از سوی مخالفان محافظه‌کار مذهبی و نظامی دولت سامان داده می‌شد تا جایی که به تعبیر خود وی برای دولت او هر ۹ روز یک بحران ایجاد می‌کردند.

### جامعه مدنی
دورهٔ ریاست‌جمهوری خاتمی از برهه‌های مهم تاریخ سیاسی ایران است شعار جامعهٔ مدنی وی که بعدها در قبال سکوت وی توسط علی خامنه‌ای به‌عنوان برداشتی از مدینة النبی نام برده شد در کنار توسعهٔ سیاسی از شعارهای اصلی وی بود. در همین راستا وی انتخابات شوراهای شهر و روستا که در قانون اساسی جمهوری اسلامی تصریح شده بود را، برای اولین بار برگزار کرد، و فعالیت‌های فرهنگی، هنری و سیاسی در فضایی بازتر از دولت‌های قبل و بعد انجام شد، در عین حال جناح مقابل ضمن انتقادات پیاپی وزیر کشور او عبدالله نوری را که از مهره‌های اصلی کابینه بود با رأی عدم اعتماد پس از استیضاح بر کنار کرد. سید عطاءالله مهاجرانی وزیر فرهنگ وی نیز یک بار استیضاح شد اما پس از دفاع از عملکرد خود توانست رأی اعتماد مجدد بگیرد.

### کنفرانس برلین
واقعهٔ مهم دیگر کنفرانس برلین بود. در جریان این کنفرانس، نهاد هاینریش بل در آلمان از ۱۷ نفر از اصلاح‌طلبان، روزنامه‌نگاران و ملی-مذهبی‌ها از جمله اکبر گنجی، عزت‌الله سحابی، مهرانگیز کار، یوسفی اشکوری، علی افشاری و محمود دولت‌آبادی دعوت به عمل آورد.
این کنفرانس آغاز ارتباط میان اصلاح‌طلبان داخل و اپوزیسیون خارج تلقی شد و مورد مخالفت تندروها در داخل و خارج قرار گرفت. در جریان سخنرانی‌ها اعضای حزب کمونیست کارگری ایران به اعتراضات شدید پرداخته و یکی از آنان خود را نیمه‌عریان کرد، از سویی صدا و سیمای ایران علی‌رغم مصادف بودن با ماه محرم ۲ شب پیاپی گزیدهٔ ۳۰ دقیقه‌ای از کنفرانس را پخش کرد و روزنامه‌های مخالف اصلاحات خواستار محاکمه آنان شدند. شرکت‌کنندگان در کنفرانس پس از بازگشت بازداشت شدند و ۲ هفته بعد توقیف گستردهٔ روزنامه‌های اصلاح‌طلب توسط دادستانی و بازداشت برخی از روزنامه‌نگاران سرشناس آغاز گردید.

### واقعه کوی دانشگاه
یکی از مهم‌ترین وقایع دوران ریاست جمهوری خاتمی، اعتراضات ۱۸ تیر ماه ۱۳۷۸ بود که به واقعهٔ حمله به کوی دانشگاه تهران شهرت یافت. شروع ماجرا از اعتراض عده‌ای از دانشجویان دانشگاه تهران در مورد توقیف روزنامهٔ سلام بود که با واکنش شدید نیروهای امنیتی روبه‌رو شد و در روز دوم، نیروهای امنیتی جمهوری اسلامی به خوابگاه دانشجویان حمله‌ور شدند و تعداد زیادی از دانشجویان را مورد ضرب و شتم قرار دادند که در ادامه به یک اعتراض همه‌جانبه از طرف قشرها مختلف و به‌خصوص دانشگاهیان تبدیل گردید. در نهایت حکومت به کمک نیروهای بسیج، سپاه و پلیس اعتراض‌ها را توسط حکومت نظامی اعلام نشده، به‌شدت سرکوب و مخالفان را به زندان انداخت که از جمله زندانیان معروف می‌توان به احمد باطبی اشاره کرد. در نهایت دولت از سرکوبگران به عنوان نیروی فشار نام برد و این اولین بار بود که این نیرو رسماً موجودیت پیدا کرد.

### قتلهای زنجیره ای
اما مهم‌ترین موضوع سیاسی دوران ریاست جمهوری محمد خاتمی را می‌توان افشا و اعلام رسمی وجود عوامل خودسر در وزارت اطلاعات جمهوری اسلامی ایران که عامل قتل‌های زنجیره‌ای از ۱۳۶۹ تا ۱۳۷۷ اعلام شدند، نامید. این افشاگری به دستگیری یکی از سرشناسان وزارت اطلاعات به نام سعید امامی منجر شد. او بعدتر و طی یک واقعهٔ مشکوک در زندان خودکشی کرد.
در این واقعه نویسندگانی به شکلی نظام‌یافته به قتل رسیدند از جمله داریوش و پروانه فروهر، محمد جعفر پوینده و محمد مختاری بودند.

### قانون مطبوعات
قضیهٔ مهم دیگر لایحهٔ اصلاح قانون مطبوعات به مجلس بود که به گفتهٔ بسیاری آغاز آزادی بیان در ایران به‌شمار می‌رفت و در حالی که مطابق با قوانین جمهوری اسلامی توسط نمایندهٔ منتخب مردم یعنی رئیس‌جمهور و برای تصمیم‌گیری توسط بیش از ده‌ها تن از نمایندگان اصلاح‌طلب مجلس ششم در دستور کار مجلس شورای اسلامی قرار می‌گرفت با ابلاغ نامهٔ رهبری به مهدی کروبی رئیس وقت مجلس که توسط او به حکم حکومتی تعبیر شد، به صورت یک‌طرفه از صحن علنی مجلس خارج شد و برای مدتی صحن مجلس را صحنهٔ نزاع لفظی نمایندگان اکثریت مجلس با نمایندگان اقلیت کرد که سرانجام با سخنان مهدی کروبی بایگانی شد.

### گفتگوی تمدنها
در سطح بین‌المللی، خاتمی با مطرح کردن طرح «گفتگوی تمدن‌ها» در سازمان ملل متحد، مطرح شد و او را به عنوان مبدع این نظریه می‌شناسند.

### سیاست خارجی
خاتمی دولت را در شرایطی تحویل گرفت که بر اثر بحران ناشی از محکوم شدن مقامات بلندپایهٔ جمهوری اسلامی در دادگاه‌های آلمان به اتهام کشتن چند تن از رهبران حزب دموکرات کردستان ایران در رستوران میکونوس آلمان، روابط ایران و اتحادیهٔ اروپا در اوج تیرگی قرار داشت و همهٔ سفیران اروپایی ایران را ترک کرده بودند. همچنین ایران متهم به دست داشتن در حمله به پایگاه آمریکا در الخبر عربستان و کنیسهٔ یهودیان در آرژانتین شده و در آستانهٔ حملهٔ موشکی آمریکا قرار داشت. گروه طالبان نیز اغلب نقاط افغانستان از جمله مناطق مرزی ایران را تصرف و صدها نفر را در حملات پیاپی به روستاهای مرزی به گروگان گرفته بود. رأی غیرمنتظرهٔ مردم در دوم خرداد و موضع مسالمت‌جویانهٔ وی نقش مؤثری در خارج کردن ایران از آن وضعیت بحرانی داشت.
سیاست تنش‌زدایی و ایدهٔ گفتگوی تمدن‌ها از مهم‌ترین اقدامات دولت خاتمی در عرصهٔ روابط خارجی بود. عبارت گفتگوی تمدن‌ها بعد از اینکه در سپتامبر ۱۹۹۸ سازمان ملل متحد در بیانیه‌ای سال ۲۰۰۱ را «سال گفتگوی تمدن‌ها» نام نهاد مشهور شد. پس از آن در بهمن ۱۳۷۷ دولت ایران مرکز بین‌المللی گفتگوی تمدن‌ها را برای هماهنگی فعالیت‌های مربوط به گفتگوی تمدن‌ها تأسیس کرد. محمد خاتمی در جلسهٔ افتتاحیهٔ مجمع عمومی سازمان ملل متحد که بیل کلینتون نیز در آن سخنرانی می‌کرد، شرکت نکرد اما رئیس‌جمهوری آمریکا در هنگام سخنرانی وی در سالن حاضر شد و سخنرانی رئیس‌جمهوری ایران را گوش کرد، اتفاقی که دیگر هرگز تکرار نشد. در پرتو این اقدامات ایران تا حدودی از انزوای جهانی پس از انقلاب خارج گردید. او اولین رئیس‌جمهور ایران بود که با دعوت دولت‌های اروپایی به آلمان، ایتالیا و اتریش سفر رسمی انجام داده‌است. دولت آمریکا در سال‌های اول دولت خاتمی در واکنش به تحولات ایران از تصویب تحریم‌های تازه‌تر علیه ایران در سنا جلوگیری کرد و شرکت‌های نفتی توتال، پتروناس و گازپروم را از شمول قانون تحریم‌های داماتا معاف ساخت. مصاحبهٔ او با تلویزیون سی‌ان‌ان نیز نقش فراوانی در بهبود چهرهٔ ایران در آمریکا داشت. گرچه تسلیم شدن وی در برابر موضع علی خامنه‌ای ضد رابطه با آمریکا و بی‌عملی وی در دیگر عرصه‌های سیاست خارجی از جمله برنامهٔ غنی‌سازی اورانیوم در دراز مدت به کشورهای غربی فهماند که نقش چندانی در سیاست خارجی ایران ندارد موضوعی که خود وی نیز با اذعان به اینکه برخی دولت را به عنوان تدارکاتچی می‌خوانند، بدان اعتراف کرد و سال بعد آن را تکذیب نمود.
یکی از مهم‌ترین مواضع وی سخنرانی علیه حملات ۱۱ سپتامبر بود که توانست ایران را از تیررس حملات آمریکا پس از حملات تروریستی دور کند. دولت ایران گرچه به دلیل مخالفت علی خامنه‌ای نتوانست همکاری نظامی چندانی با نیروهای ائتلاف در سرنگونی طالبان و صدام حسین داشته باشد، اما نقش سیاسی مؤثری در این تحول داشت. محمد خاتمی در نیمهٔ دوم دولت خود بنا داشت تنش زدایی و تعامل سازنده را با طرف غرب پی بگیرد. حسن روحانی به عنوان دبیر شورای عالی امنیت ملی مسئولیت مذاکرات را بر عهده گرفت و با حضور افرادی چون محمدجواد ظریف، حسین موسویان و سیروس ناصری مسئولیت مذاکرات با انگلستان، فرانسه و آلمان را عهده‌دار شد. در ۲۹ مهر ۱۳۸۲ برابر با ۲۱ اکتبر ۲۰۰۳، در نشست مشترک وزرای خارجهٔ سه کشورِ اروپایی و هیئت ایرانی که در تهران، سعدآباد، برگزار شد، بیانیه‌ای اعلام گردید که به موجب آن، ایران برای بازدید بازرسان آژانس انرژی اتمی از تأسیسات اتمی خود اعلام همکاری کرد و گازدهی در سانتریفیوژهای نطنز را در راستای راستی‌آزمایی و اثبات صلح‌آمیز بودن فعالیت هسته‌ای ایران، به صورت داوطلبانه و برای مدت محدود تعلیق کرد. بعد از این نیز توافق‌نامهٔ بروکسل در ۴ اسفند ماه ۱۳۸۲ برابر با ۲۳ فوریه ۲۰۰۴ به امضا رسید و ایران متعهد شد ساخت و آزمایش سانتریفیوژهای موردنیاز برای غنی‌سازی را متوقف کند که در پس آن توافق‌نامهٔ پاریس به امضا رسید. در پی این توافق سه کشور اروپایی از ارسال پروندهٔ اتمی ایران به شورای امنیت جلوگیری و قول استفاده از حق وتو در صورت ارسال پرونده به شورای امنیت را دادند. در انتها فشار نومحافظه‌کاران آمریکایی همچون دیک چینی، جان بولتون و کاندولیزا رایس بر جرج دابلیو. بوش سبب شد تا طرف اروپایی به تعهدات خود پایبند نماند و بالاخره توافقات ایران و اروپا در ماه‌های پایانی دولت محمد خاتمی به پایان برسد و از این رو در آخرین ماه دولت هشتم، محمد خاتمی اعلام کرد که غنی‌سازی اورانیوم را از سر خواهد گرفت.
خاتمی در زمان ریاست جمهوری خود با بسیاری از چهره‌های با نفوذ از جمله پاپ ژان پل دوم، کوشیرو ماتسورا، ژاک شیراک، یوهانس راو، ولادیمیر پوتین، عبدالعزیز بوتفلیقه، عبدالله بن عبدالعزیز، نلسون ماندلا و هوگو چاوز دیدار کرد.

### فرهنگ، هنر، مطبوعات
وی طی سخنانی در سال اول ریاست جمهوری پیرامون آزادی گفت: 
خدمت به دین در این است که بگوییم دین و آزادی با هم سازگارند و دینی که به انسان حرمت می‌دهد در درجهٔ اول به آزادی انسان حرمت می‌دهد. باید موانع آزادی از میان برداریم.
در سال‌های اول ریاست جمهوری وی آزادی مطبوعاتی نسبی در کشور شکل گرفت و برای اولین بار پس از تابستان ۱۳۶۰ برخی نیروهای اپوزیسیون توانستند نشریاتی را چاپ کنند یا مقالاتی در انتقاد از عملکرد مقامات عالی‌رتبه منتشر کنند. این آزادی نسبی و تغییر در فرم و محتوای مطبوعات با استقبال مردم مواجه شد تا جایی که تیراژ روزنامه‌ها برای اولین بار در اردیبهشت ۱۳۷۷ از دو میلیون نسخه در روز گذشت. در این دوره انجمن صنفی روزنامه‌نگاران ایران سندیکای سراسری روزنامه‌نگاران در ایران در مهرماه سال ۱۳۷۶ پس از روی کار آمدن محمد خاتمی تأسیس شد. گرچه دولت وی پس از حکم حکومتی سید علی خامنه‌ای و استعفای احمد بورقانی از معاونت مطبوعاتی وزارت فرهنگ وارشاد اسلامی، همچون گذشته به دفاع از مطبوعات نپرداخت تا جایی که در دور دوم دولت او نیز جبههٔ مشارکت اغلب از داشتن نشریه محروم بود. دولت همچنین در برابر توقیف پیاپی مطبوعات توسط سعید مرتضوی قاضی دادگاه مطبوعات و دادستان تهران و همچنین محاکمه و زندانی کردن روزنامه‌نگاران حتی هنگامی که عبدالله نوری وزیر کشور و مدیر مسئول روزنامهٔ خرداد را شامل شد، اقدام خاصی صورت نداد. همچنین در این دوره روزنامه‌های جدیدی که با شتاب وارد حوزه‌های جدیدی می‌شدند که نزدیک به دو دهه از ورود به آن منع شده بودند انتشار یافتند. اگرچه از یک سو استقبال و افزایش مخاطبان و اثرگذاری مطبوعات را به همراه داشت، اما در عین حال، موجب بروز مخالفت‌ها و برخوردهایی جدی با نشریات و روزنامه‌نگاران نیز شد. چنین شرایطی باعث شد که مطبوعات، در هشت سال ریاست جمهوری محمد خاتمی، همواره یکی از اصلی‌ترین و بحث برانگیزترین موضوعات مطرح باشند و در لباس یکی از عمده‌ترین چالش‌های جمهوری اسلامی ظاهر شد. در این دوره روزنامه‌هایی مانند آزاد، آفتابگردان، عصر آزادگان، ایران فردا، صبح امروز، توس، خرداد، جامعه و سلام در جریان توقیف فله‌ای مطبوعات در اردیبهشت ۱۳۷۹ بدستور سید علی خامنه‌ای توسط قوهٔ قضائیه و با استناد به قانون اقدامات تأمینی مصوب ۱۳۳۹، توقیف شدند.

### طنز
پیش از خاتمی، طنز سیاسی در محدودهٔ حکومت سیاسی و بیشتر دولت و نهادهای انتخابی به انتقاد می‌پرداخت و از همین رو در نوشته‌های طنز به معادلات جناح‌های قدرت توجه می‌شد، تابوهایی مانند روحانیون و برخی مقامات عالی‌رتبه وجود داشت و در حقیقت به قول کیومرث صابری، بزرگ‌ترین طنزپرداز این دوران، طنز در خدمت ارزش‌های انقلابی و اسلامی بود.
اما پس از دوم خرداد، طنز سیاسی از این محدوده فراتر رفت و در روزنامه‌های دوم خردادی طنزپردازی در موضع نویسنده بیرون حاکمیت قرار گرفت. جز شخص رهبر که طنزنویسی در مورد او می‌توانست به معنی اهانت تلقی شود و مجازات به دنبال داشته باشد، هر مقام سیاسی و هر نهاد و قدرت سیاسی به موضوع طنز تبدیل شد. روحانیون نیز سوژهٔ طنز قرار گرفتند و حتی کل انقلاب و مجموعهٔ نظام نیز توسط طنزنویسان به رشتهٔ طنز درآمدند. گل آقا مهم‌ترین نشریهٔ طنز دوران خاتمی بود.

### کتاب
در زمانی که اکبر هاشمی رفسنجانی کرسی ریاست جمهوری را به محمد خاتمی سپرد، ۱۴۳۸۶ عنوان کتاب در سال تولید شده بود و در زمانی که محمد خاتمی دولت را به محمود احمدی‌نژاد می‌سپارد سالانه ۳۸۹۹۱ عنوان کتاب تولید شده‌است. سیاست‌های سید عطاالله مهاجرانی اولین وزیر فرهنگ و ارشاد اسلامی محمد خاتمی سبب شد تا سختگیری در مقابل برخی آثار به حداقل برسد. کتاب‌هایی که در دورهٔ وزارت سید مصطفی میرسلیم اجازهٔ چاپ مجدد نداشتند، در این دوره بدون هیچ مشکل خاصی به چاپ رسیدند و وزیر ارشاد در یک اعلام عمومی گفت که کتاب‌هایی که برای بار اول از ارشاد مجوز چاپ دریافت کردند، دیگر نیازی به مراجعهٔ دوباره برای دریافت مجوز ندارند. این کار سبب شد تا کتاب‌هایی چون رمان ده‌جلدی کلیدر محمود دولت‌آبادی، که در دورهٔ قبل به مدت سه سال از چاپ آن ممانعت می‌شد، فرصت چاپ بیابند. بخش مهمی از فعالیت‌های حوزهٔ کتاب در دورهٔ خاتمی به چاپ و انتشار کتاب‌های مرتبط با موضوعات سیاسی اجتماعی و تاریخی اختصاص یافت. در بخش کانون‌های فعال کتاب نیز کانون نویسندگان ایران نیز دوران پرفرازونشیبی را طی کرد.تکمیل و راه‌اندازی کتابخانهٔ ملی که کلنگ آن در دورهٔ ریاست جمهوری هاشمی رفسنجانی به زمین زده شده بود و بودجه آن نیز در همان دوره اختصاص یافته بود، نیز از دیگر اقداماتی بود که در دورهٔ ریاست جمهوری محمد خاتمی سرانجام یافت. در سال‌های پایانی دههٔ هفتاد نیز کانون‌های فرهنگی هنری نقد کتاب و نشریات حوزهٔ کتاب فعالیتِ خود را آغاز کردند. در دورهٔ محمد خاتمی نشریات حوزهٔ کتاب هم رونقی جدی گرفت و وزارت ارشاد، به خصوص احمد مسجد جامعی در این زمینه سرمایه‌گذاری‌های فراوانی کردند.

### اینترنت
اینترنت در دوران هشت‌سالهٔ دولت اصلاحات در کنار رشد شگفت‌انگیزش، موانع و محدودیت‌هایی از جمله مسدود کردن سایت‌ها و وبلاگ‌ها گرفته تا احضار مسئولان سایت‌ها به دادگاه و زندانی شدن وبلاگ نویسان را از سر گذراند. کارت‌های اینترنتی به وفور و با هزینهٔ کم در هر فروشگاه و دکهٔ روزنامه‌فروشی یافت می‌شد و کافه‌های اینترنتی در سطح شهرها گسترش یافتند. با گسترش وبلاگ‌های متعدد و در پی آن با گسترده‌تر شدن فیلترینگ در این دوره، دولت را با انتقاداتی فراوانی در زمینهٔ روش انتخاب سایت‌ها، دلایل و مستندات قانونی مسدود کردن سایت‌ها مواجه کرد.

### سینما و تئاتر

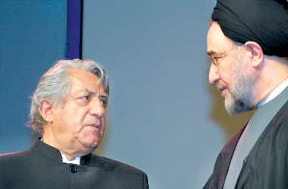
محمد خاتمی و عزت‌الله انتظامی ۲۱ ژانویهٔ ۲۰۰۲‏

در تئاتر در دوران خاتمی بهرام بیضایی پس از هجده سال دوری به صحنهٔ تئاتر بازگشت و صحنه‌های تئاتر شاهد حضور پیشکسوتانی مانند حمید سمندریان نیز بود. در این دوران تماشاخانهٔ سنگلج که مدت‌ها بود کاری در آن صورت نمی‌گرفت، دوباره فعال شده بیشتر نمایش‌های سنتی و ملی را پوشش می‌داد. خانهٔ نمایش در ادارهٔ تئاتر که ویژهٔ کارهای تجربی بود، دوباره راه‌اندازی شد و ساختمان ادارهٔ تئاتر که به خاطر اختلاف با مالک آن در آستانهٔ تعطیلی رفته بود با اعتراض تئاتری‌ها از مالک آن برای تئاتر خریداری شد و تالار فردوسی نیز تأسیس شد. بنیاد رودکی تالار وحدت و موزهٔ آزادی فعال تر از گذشته شد.
جشنوارهٔ تئاتر فجر در سال ۱۳۷۷ تبدیل به یک جشنوارهٔ بین‌المللی شد و از آن سال به بعد گروه‌های تئاتری خارجی در جشنواره حضور پیدا کردند.
یکی از اقدامات مهم دورهٔ خاتمی تأسیس خانهٔ تئاتر در سال ۱۳۷۸ و تدوین برنامهٔ پنج‌ساله بود. با ایجاد خانه تئاتر انجمن‌های بازیگران، کارگردانان، نمایشنامه‌نویسان، نمایشگران عروسکی، نمایش خیابانی، طراحان صحنه، کارکنان فنی و منتقدان و نویسندگان شکل گرفتند.
در بخش سینما شاید چشمگیرترین دستاورد این دوره رشد سازمان‌های فرهنگی و هنری غیردولتی و تشکل‌های صنفی باشد. طبق آمار وزارت فرهنگ و ارشاد اسلامی بیش از ۴۳٪ تشکل‌های صنفی تا سال ۱۳۸۱ بعد از ورود خاتمی برپا شدند. در این دوره پس از سال‌ها بخش فیلم کوتاه و مستند، مجدداً به جشنوارهٔ اصلی سینمای ایران جشنوارهٔ فیلم فجر برمی‌گردد و حتی از سال ۱۳۸۱ وارد بخش مسابقه می‌شود. در دوران خاتمی طعم گیلاس عباس کیارستمی نخل طلای جشنواره فیلم کن را گرفت و دیگر آثاری مانند بچه‌های آسمان، سگ‌کشی، مارمولک، آژانس شیشه‌ای، زمانی برای مستی اسب‌ها، لاک‌پشت‌ها هم پرواز می‌کنند، کاغذ بی‌خط، دایره، من، ترانه ۱۵ سال دارم، لیلا، بوی کافور، عطر یاس، عروس آتش، میهمان مامان، قرمز، درخت گلابی، واکنش پنجم، بید مجنون، نفس عمیق، اعتراض، گاوخونی، کافه ترانزیت، روسری‌آبی، دلبران، باد ما را خواهد برد، بانوی اردیبهشت، شب یلدا، متولد ماه مهر، زیر پوست شهر، زیر نور ماه، چهارشنبه‌سوری و دوئل نیز در این دوره ساخته شد و فیلم‌های توقیفی مانند حاجی واشینگتن، نون و گلدون و آدم‌برفی اکران گشت. با روی کار آمدن خاتمی در مجموع فضای جدید و بازتری در بخش سینما ایجاد می‌شود. با نگاهی اجمالی به این دوره می‌توان پی برد که عموم فیلم‌سازان توجه خود را به ساخت فیلم‌هایی با مضامین اجتماعی معطوف کرده بودند و درصد جز مخاطب در اویل کار وزارت فرهنگ ارشاد اسلامی مثبت بود. از نکات منفی دورهٔ دوم دولت وی کاهش تعداد تماشاگران در سینماها بود. کاهش تعداد تماشاگران سینما که چند سالی پیش از دولت محمد خاتمی آغاز شده بود، طی دورهٔ دوم ریاست وی دوباره ادامه یافت و حتی به وضوح نرخ نزول آن بیشتر شد. تا انتهای دورهٔ ریاست محمد خاتمی بسیاری از تشکل‌ها در زمینهٔ سینما و فیلم‌سازی، به‌ویژه در حمایت از فیلم‌های کوتاه و مستند به‌وجود آمد. انجمن مستندسازان سینمای ایران، انجمن تهیه‌کنندگان سینمای مستند، کانون سینماگران جوان، خانهٔ سینماگران جوان و بسیاری از جملهٔ این تشکل‌ها بود که در پایتخت و سایر شهرها برپا شد.

### موسیقی
تأسیس و ثبات خانهٔ موسیقی ایران در دوران دولت خاتمی را بزرگ‌ترین دستاورد وی در زمینه موسیقی برمی‌شمارند. موسیقی کلاسیک غربی اگرچه در این دوره با حضور لوریس چکناوریان تحرکی نسبی به خود گرفت، اما در سال‌های اخیر وضعیت ارکستر سمفونیک تهران به دلیل نبود سیاستی واحد دچار آشفتگی شد. اگر چه در موسیقی کلاسیک اجراهای گروهی، همانند دونوازی‌ها و سه‌نوازی‌ها و چهارنوازی‌ها رشدی چشمگیر داشت و از علاقه‌مندی نسل جوان به این‌گونه موسیقی خبر می‌داد، اما اجراهای ارکستر سمفونیک تهران، به جز مواردی که با رهبری شهرداد روحانی و این اواخر علی رهبری، اجرا شد، مابقی با استقبال عمومی روبه‌رو نمی‌شد. همچنین در بخش موسیقی زنان اگرچه نخستین جشنواره موسیقی بانوان در سال ۱۳۷۵ و در دولت اکبر هاشمی رفسنجانی رخ داد، اما نهادینه شدن آن در دولت خاتمی صورت گرفت، به‌نحوی که در دو سال آخر دبیر جشنوارهٔ یادشده نیز به یک بانوی موزیسین سپرده شد. ممنوعیت خوانندگی بانوان در مجامع عمومی، مرکز موسیقی وزارت فرهنگ و ارشاد را به این صرافت انداخت تا جشنواره‌ای ویژه بانوان تدارک بیند.
در بخش موسیقی خارجی نیز اجرا خوآن مارتین در کاخ نیاوران صورت گرفت.
جدال چندساله بر سر رهبری دائمی ارکستر سمفونیک تهران نیز در ایجاد این وضعیت تأثیری جدی داشت. جدالی که در نهایت با درگذشت فریدون ناصری در روزهای اخیر به نوعی پایان یافت. در بخش موسیقی پاپ در ایران به رغم بازار اقتصادی مؤثری که در سال‌های آغازین دولت خاتمی به دست آورد، نتوانست با همان شدت و حدت آن مسیر را تداوم بخشد.
گروه موسیقی آریان در دوران خاتمی توانست تا نامزدی جایزهٔ موسیقی پاپ بی‌بی‌سی نیز به پیش برود. در بخش موسیقی محلی و سنتی در دورهٔ خاتمی موسیقی سنتی با پس رفت و بی‌اقبالی عمومی دچار شد، در مقابل موسیقی بومی نواحی ایران با اقبال و سرمایه‌گذاری دولتی روبه‌رو گردید و برگزاری جشنوارهٔ موسیقی نواحی ایران باب شد. موسیقی سنتی هرچه در داخل به سمت فترت و ضعف سوق داده شد، در خارج از ایران به توفیقاتی دست یافت که در تاریخ موسیقی ایران منحصربه‌فرد بود. نامزدی آلبوم غزل، کار مشترک کیهان کلهر، شجاعت حسین خان و نیز نامزدی آلبوم بی تو بسر نمی‌شود، کار مشترک محمدرضا شجریان، حسین علیزاده و کیهان کلهر برای جایزهٔ گرمی و اجرا گروه کامکارها در اجراهای آمریکا، اروپا و کانادا سبب شد تا موسیقی سنتی ایران در این سال‌ها همان موقعیتی را به دست آورد که موسیقی هند در دهه‌های ۶۰ تا ۸۰ در غرب به دست آورده بود. در سال ۱۳۷۷ با پشتیبانی دفتر امور موسیقی وزارت فرهنگ و ارشاد اسلامی ارکستر ملی ایران توسط فرهاد فخرالدینی راه‌اندازی شد. نهاد دیگری که در این دوره تأسیس و به ثبات رسید خانهٔ موسیقی ایران بود، این نهاد در مهرماه سال ۱۳۷۷ و با حضور جمعی از چهره‌های شاخص موسیقی سنتی و کلاسیک شکل گرفت.
در این سال‌ها علاوه بر فعالیت‌های آشکار موسیقی در حوزهٔ موسیقی پاپ، برخی از گروه‌های جوان که برای ارائهٔ آثارشان در سالن‌های عمومی با دشواری‌های فراوانی چون دریافت مجوز از ارشاد، از یک سو و هراس از هجوم گروه‌های فشار از دیگر سو روبه‌رو بودند، با استفاده از اینترنت، نوعی موسیقی را رواج و رونق دادند که به موسیقی زیرزمینی معروف شد.

### اقتصاد، صنعت، زیرساخت
آغاز دولت خاتمی با کاهش قیمت نفت و کاهش درآمدهای ارزی حاصل به ۹/۹ میلیارد دلار همراه بود. استقراض از بانک مرکزی جهت رفع کسری بودجه به افزایش تورم به بیش از ۲۰ درصد در سال ۱۳۷۸ انجامید که به تدریج به حدود ۱۳ درصد کاهش یافت. دولت در این زمان سیاست یکسان‌سازی نرخ ارز را به اجرا درآورد. از این رو پایین‌ترین میزان تورم در میان دولت‌های جمهوری اسلامی ایران در هشت سال ریاست جمهوری وی رخ داد. رشد اقتصادی بالای شش درصد به کاهش بدهی‌های خارجی کمک نمود. تشکیل حساب ذخیرهٔ ارزی، اصلاح سامانهٔ مالیاتی، تثبیت نرخ ارز و تصویب، ممنوعیت استقراض دولت از بانک مرکزی، کاهش تسهیلات تکلیفی، تأسیس بانک‌های خصوصی و اجرای قانون سرمایه‌گذاری خارجی از مهم‌ترین اقدامات دولت خاتمی به حساب می‌آید. بیشترین نرخ سرمایه‌گذاری در میان دولت‌های جمهوری اسلامی ایران در هشت سال ریاست جمهوری وی رخ داد. در طول برنامهٔ سوم توسعه از سال ۱۳۷۹ تا ۱۳۸۳ چهار بانک خصوصی اجازهٔ فعالیت یافتند و واحدهای منطقه‌ای بورس در مراکز استان‌ها فعال شده و دو بازار کالایی بورس فلزات و کشاورزی نیز راه‌اندازی شده‌است. گسترش شبکهٔ تلفن ثابت و همراه، بهره‌برداری از میدان گازی پارس جنوبی و راه‌اندازی فرودگاه بین‌المللی امام خمینی و راه‌آهن بافق–مشهد و بهره‌برداری از ۵۰ سد از جملهٔ پروژه‌های بزرگ برنامهٔ سوم توسعه بوده‌است. در حوزهٔ جاده‌ای اگرچه پیشرفت کار در آزادراه قزوین-رشت و اصفهان قابل توجه بود ولی در پروژهٔ احداث آزادراه تهران-شمال و ترمیم جادهٔ هَراز آمل و جاده چالوس که پررفت‌وآمدترین مسیر جاده‌ای ایران است، تغییر محسوسی اتفاق نیفتاد. دولت اول محمد خاتمی چهارهزار و ۵۰۹ دستگاه اتوبوس به ناوگان جاده‌ای ایران افزود و میانگین سن آن را بیش از دوازده سال کاهش داد و در سال‌های پایانی دولت محمد خاتمی ۲۲ فروند هواپیما به ناوگان هوایی ایران افزوده شد تا مجموع هواپیماهای شرکت‌های هواپیمایی ایران به ۸۵ فروند برسد.
در دورهٔ ریاست‌جمهوری محمد خاتمی بزرگ‌ترین قرارداد سرمایه‌گذاری خارجی در صنعت خودروی ایران با رنو، نیسان، فولکس‌واگن و هیوندای موتور امضا شد و همچنین خودروی ملی سمند ساخته شد و تولید خودروی پیکان کنار گذاشته شد. قرارداد پروژه رنو تندر۹۰ بزرگ‌ترین قرارداد سرمایه‌گذاری خارجی تولید خودرو در ایران است که بر اساس آن در فاز اول قرار بود سالانه ۳۰۰هزار دستگاه و در مراحل بعدی ۵۰۰هزار دستگاه خودرو تولید شود. در دولت اصلاحات ۴۸۱ کیلومتر آزادراه ساخته شد که از مجموع آزادراه‌های احداث شده در سال‌های پیش از انقلاب ۱۹۷۹ افزون‌تر است. اجرای ناموفق برنامهٔ خصوصی‌سازی و ادامهٔ پرداخت یارانه‌ها و ناتوانی در حذف آن‌ها از بزرگ‌ترین نقاط ضعف دولت خاتمی به‌شمار می‌رفت. دو میدان بزرگ نفتی آزادگان و یادآوران در زمان ریاست‌جمهوری خاتمی کشف شد. مسئولان وزارت نفت نیز در دفاع از عملکرد خود، آغاز برداشت از میدان‌های مشترک نفت و گاز ایران با کشورهای عربی از جمله قطر را که به گفتهٔ آن‌ها مانع از تضییع حقوق ایران شده، جزو دست‌آوردهای دولت قلمداد کردند. ایران در سال ۱۹۹۹ مقام نخست اکتشاف را در جهان به دست آورد.
مدیران نفتی خاتمی همچنین بهره‌برداری از پنج فاز بزرگ‌ترین میدان گازی جهان یعنی میدان گازی پارس جنوبی را در کارنامهٔ خود دارند و با طراحی ۱۷ فاز دیگر ایران را تا ۱۷۹ سال آینده برخوردار از ثروت گاز کرده‌اند. درآمد محصولات پتروشیمی ایران نیز در این سال‌ها به مدد سرمایه‌گذاری ۱۸ میلیارد دلاری، ۲ میلیارد و ۲۰۰ میلیون دلار افزایش یافته‌است.

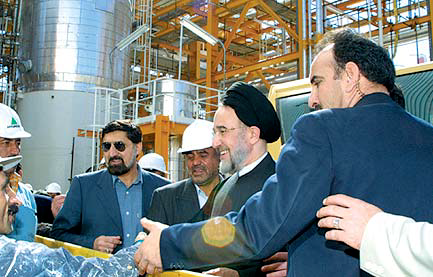
محمد خاتمی در بهره‌برداری از میدان گازی پارس جنوبی ۲۵ ژوئیه ۲۰۰۲

در بخش بنزین، عدم توفیق دولت در احداث پالایشگاه‌های جدید اصلی‌ترین انتقادی بوده که طی این سال‌ها مجلس ایران نسبت به ارائهٔ لوایح تأمین اعتبار واردات بنزین داشته‌است. احداث پالایشگاه‌های جدید در ایران به دورهٔ اجرای برنامهٔ پنج‌سالهٔ چهارم توسعه که از امسال اجرای آن آغاز شده موکول شد. این در شرایطی است که در طول هشت سالِ گذشته نیاز ایران به بنزین به واسطهٔ رشد ۸۴درصدی مصرف، شش برابر شد و دولت ناچار شد برای تأمین اعتبار دو میلیارد و ۲۰۰ میلیون دلاری واردات بنزین در روزهای پایانی مأموریتش هم به مجلس هفتم مراجعه کند. حجم نقدینگی در پایان سال ۱۳۷۱ به سه‌هزار و ۵۸۶ میلیارد تومان و در پایان سال ۱۳۷۹ به ۲۴ هزار و ۹۱۱ میلیارد تومان رسید. از دیگر اقدامات دولت محمد خاتمی که تا آن زمان، خیلی کمتر انجام شده بود می‌توان به تولید و صادرات محصولات صنعتی با ارزش‌افزوده، کاهش وابستگی به نفت و سرمایه‌گذاری در امور زیربنایی اشاره کرد. در موضوع رشد اقتصادی ایران تنها سال ۱۳۸۱ در دولت دوم محمد خاتمی، رشد اقتصادی ۸٫۷۵ درصدی را تجربه کرده‌است. زمانی که خاتمی در سال ۱۳۷۶، دولت را تحویل گرفت، نرخ رشد اقتصادی، منفیِ ۰٫۲ بود و در سالی که دولت را تحویل داد، نرخ رشد به ۶٫۲ رسید، رشد اقتصادی دورهٔ اول و دوم خاتمی به کاهش بدهی‌های خارجی کمک نمود. در طول هشت سال دوران خاتمی در مجموع بیش از ۲۶۴۸ میلیارد تومان از سهام شرکت‌های دولتی از طریق برگزاری مزایده و عرضه در بورس تهران به بخش غیردولتی واگذار شد. از دیگر فعالیت‌های اقتصادی راه‌اندازی‌شده در زمان خاتمی می‌توان به صندوق توسعهٔ ملی ایران و ایجاد وزارت رفاه و تأمین اجتماعی اشاره کرد. در حالی که مجموع برداشت از حساب ذخیرهٔ ارزی در سال ۱۳۷۹ معادل صفر و در سال ۱۳۸۰ معادل ۰٫۹ میلیارد دلار بوده‌است، این میزان در سال‌های بعدی به شدت روند صعودی به خود گرفته‌است و در دوران ریاست محمود احمدی‌نژاد موجودی میلیاردی این حساب نزدیک به صفر رسید.در بحث نفت هم وضعیت درآمدهای نفتی دولت هفتم و هشتم نشان می‌دهد که مجموعاً در این دوره ۱۵۷ میلیارد دلار نفت صادر شد. این رقم نسبت به دو دولت قبلی یعنی دولت‌های پنجم و ششم حدود ۱۱ درصد بیشتر بوده و نسبت به دولت‌های نهم و دهم ۲۹۴ درصد کمتر بوده‌است. به لحاظ درآمدهای نفتی در مقایسه با سایر دولت‌های بعد از انقلاب، دولت اصلاحات از درآمد نفتی متوسط برخوردار بوده‌است. در این دوران متوسط سالانهٔ صادرات نفت و گاز ۲۱/۶۶ میلیارد دلار بود و متوسط سالانهٔ صادرات غیرنفتی ۴/۷۸ میلیارد. همچنین متوسط سالانهٔ واردات کالا ۲۰/۶۱ میلیارد دلار ثبت شده‌است. پس از انقلاب ۱۳۵۷ تا دورهٔ اول ریاست‌جمهوری محمد خاتمی، ایران هیچ قراردادی در زمینهٔ نفت و گاز با شرکت‌های بین‌المللی امضا نکرد. در این سال‌ها بی‌ثباتی داخلی از یک سو و بدبینی به شرکت‌های بین‌المللی در کنار تأکید بر حق حاکمیت ملی بر منابع طبیعی مانعی بر سر اجازهٔ فعالیت شرکت‌های نفت و گاز بین‌المللی در ایران بود. در سال ۱۳۷۷ با هدف جذب سرمایه و تکنولوژی خارجی برای توسعهٔ منابع نفت و گاز کشور، برای اولین بار قراردادهای بیع متقابل به شرکت‌های خارجی ارائه شد. این قراردادها زمینه‌ساز ورود شرکت‌هایی همانند توتال فرانسه، انی ایتالیا و استات اویل نروژ به بازار عظیم نفت و گاز ایران شد. اما نکتهٔ منفی صنعت گاز در دولت محمد خاتمی عدم شفافیت اطلاعات قراردادهای گازی بود که سبب شده که مردم با رخداد حادثهٔ قطع گاز و کمبود آن در دو فصل بسیار سرد نسبت به پروژهٔ صادرات گاز ایران بدبین باشند. در مجموع با سیاست تنش‌زدایی خاتمی در دوران هشت سال ریاست‌جمهوری، ایران از وجههٔ قابل‌قبولی در جهان برخوردار بود به‌طوری که طی دورهٔ ۱۳۷۶ تا ۱۳۸۳ حدود ۷/۱۷ میلیارد دلار سرمایه‌گذاری در زیرساخت‌ها و بخش تولید صنعت پتروشیمی شد که ۷۱ درصد آن از تسهیلات خارجی و ۲۹ درصد از منابع داخلی استفاده شده بود. وضعیت نرخ ارز در هشت سالهٔ ریاست محمد خاتمی یکی از باثبات‌ترین دوره‌های خود را سپری کرد. دلار از حدود ۶۴۰ تومان در سال ۷۶ در سال ۸۴ به حدود ۹۰۰ تومان رسید که به معنی افزایش ۴۰ درصدی در هشت سال است.در بحث رفاه اجتماعی نیز طرح پزشک خانواده در سراسر کشور آغاز شد و با اجرای طرح حدود ۲۲ میلیون نفر از روستاییان تحت پوشش طرح پزشک خانواده و خدمات بهداشتی-درمانی قرار می‌گیرند.

### جامعهٔ مدنی و زنان

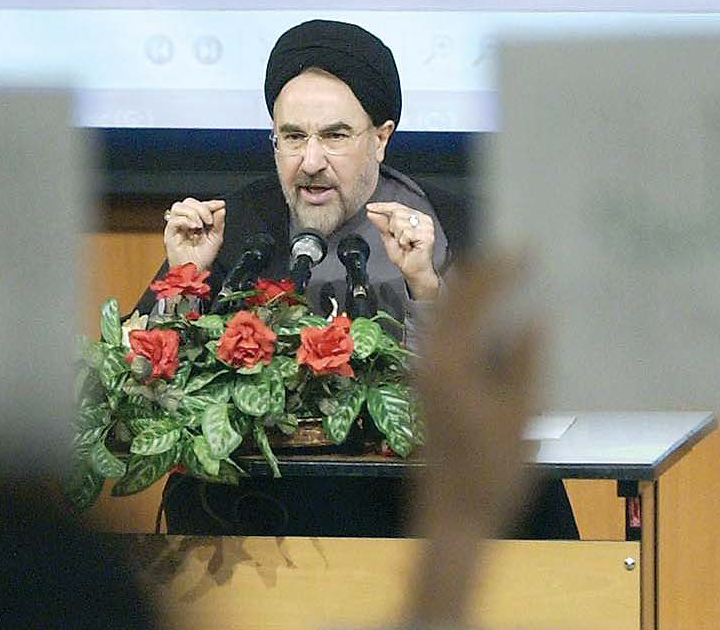
سخرانی محمد خاتمی در دانشگاه تهران - ۶ دسامبر ۲۰۰۴

در دوران خاتمی تحول قابل‌توجهی در حوزهٔ زنان صورت گرفت. گرچه هیچ وزیر زنی در کابینهٔ وی جای نگرفت اما معصومه ابتکار به معاونت رئیس‌جمهوری و ریاست سازمان حفاظت محیط زیست رسید. افزایش دانشجویان دختر در دانشگاه‌ها و موسسه‌های آموزش عالی است که در سال ۱۳۷۶ حدود ۳۷ درصد بود و در سال ۱۳۸۳ به بیش از ۵۳ درصد رسید که در حقیقت یک رشد ۴۷درصدی را نشان داد. مشارکت سیاسی-اجتماعی زنان نیز در این سال‌ها رشد قابل‌توجهی را نشان می‌دهد. تعداد زنانی که در انتخابات مجلس ششم داوطلب نمایندگی مجلس شدند، ۳۵۱ نفر بودند که این رقم با یک جهش ۴۳ درصدی در انتخابات مجلس هفتم در سال سال ۱۳۸۳ به ۵۰۴ نفر رسید. در سال ۱۳۷۶ فقط ۶۷ سازمان غیردولتی زنان در ایران وجود داشت که این رقم اکنون به بیش از ۴۸۰ مورد رسید، یعنی فعالیت‌های سیاسی، اجتماعی زنان در این بخش رشد زیادی معادل ۶۱۶ درصد داشت. یکی از مسائل مهم زنان در دوران هشت سال و شاید همهٔ سال‌های پیش از آن، قوانین و مقررات مدنی و جزایی است که زمینه را برای نقض حقوق زنان فراهم می‌کند. بر اساس نتایج پژوهش ملی مرکز امور زنان که در سال ۱۳۸۱ انجام شد یکی از مطالبات زنان امروز جامعهٔ ایران اصلاح همین قوانین و مقررات است. مجموعه قوانینی که در هشت سال دولت خاتمی برای رفع مشکلات زنان و پاسخ به نیازهای امروز آنان به تصویب رسید، اندک بود. اصلاح قوانین مربوط به سن ازدواج، تعیین مصادیق عُسر و حَرَج و حضانت فرزند که اولویت را تا هفت‌سالگی به مادر داد، از مهم‌ترین فعالیت‌های حقوقی دولت خاتمی است. قانون دیگری که در زمان دولت اصلاحات به تصویب رسید لغو ممنوعیت اعزام دانشجویان دختر به خارج از کشور بود که با بحث و جدل بسیار همراه شد. در بررسی آمارهای مربوط به مشارکت اقتصادی زنان در سال‌های ۱۳۷۶ تا ۱۳۸۳ نشان می‌دهد که نرخ فعالیت اقتصادی زنان همواره سهم اندکی را به خود اختصاص داده‌است. نرخ رشد تعداد زنان ناشر در سال‌های ۱۳۷۶ تا ۱۳۷۹ بیش از ۵۶ درصد و نرخ رشد تعداد زنان نویسنده بیش از ۳۰۰ درصد بوده‌است. در بخش اجتماعی نیز در بین رهبران جمهوری اسلامی ایران، محمد خاتمی نخستین فردی بود که لفظ جامعهٔ مدنی را بر زبان آورد. در این باب، سال ۱۳۷۷ سال اوج‌گیری گفتمان توسعهٔ سیاسی است. در واقع تنها در این مقطع است که مفهوم توسعهٔ سیاسی به‌طور مستقیم به‌کار می‌رود، زیرا در مقاطع دیگر جامعه، اساساً شاخص‌ها مفاهیم توسعهٔ سیاسی و نه اصطلاح و مفهوم آن رو است. گفتمان توسعه سیاسی در این سال حتی از نخستین سال پیروزی انقلاب مشروطه نیز جایگاه بالاتری دارد. به‌طور کلی، می‌توان سال ۱۳۷۷ را نقطهٔ اوج منحنی شاخص‌های توسعهٔ سیاسی ایران دانست، اما تحقق این موضوع به علت برخی از سیاسی‌کاری‌ها در احزاب کشور به مرور رنگ خود را از دست داد.

## دور دوم ریاست‌جمهوری

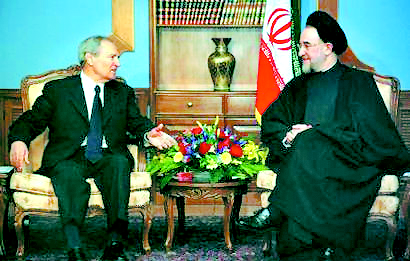
الشرع و خاتمی در سال ۲۰۰۳ میلادی

خاتمی در دورهٔ دوم ریاست‌جمهوری در ضمن تلاش بسیاری برای تصویب لوایح دوقلوی اصلاح قانون انتخابات و تبیین اختیارات ریاست‌جمهوری داشت که بارها به جرم مغایرت با شرع و قانون اساسی توسط شورای نگهبان قانون اساسی رد شد. در اواخر دوران ریاست جمهوری خاتمی، انتخابات مجلس هفتم برگزار شد که رد صلاحیت گستردهٔ نامزدهای اصلاح‌طلب از سایر مشکلات او بود. در پایان دورهٔ اول ریاست‌جمهوری سید محمد خاتمی به‌ویژه پس از ماجرای کوی دانشگاه بسیاری او را به پرگویی متهم می‌کردند. به هنگام انتخابات ریاست جمهوری دورهٔ هشتم به سال ۱۳۸۰، اما، پژواک فریادهای خاتمی از دهان نامزدهای ریز و درشت مخالف او به گوش می‌رسید تا نشان از اثرگذاری درازمدت منش و روش خاتمی باشد. خاتمی در این دوره با ۲۲ میلیون رأی برای بار دوم به ریاست جمهوری ایران رسید. با شروع دور دوم ریاست بر قوهٔ مجریه موج انتقادات به محمد خاتمی نیز بالا گرفت. خاتمی در معرفی کابینهٔ دوم مجلس اصلاح‌طلب ششم را در کنار خود می‌دید. با گذشت زمان، گویی اقبال مردم به خاتمی، در حال تحلیل رفتن بود. کناره‌گیری مردم از سیاست ورزی موجب شد تا در یکی از آزادترین انتخابات برگزار شده در جمهوری اسلامی، کمترین میزان مشارکت مردمی به ثبت برسد تا در انتخابات شوراهای اسلامی شهر و روستا ۱۳۸۱ اصولگرایان در تهران به پیروزی دست یابند. در سال ۱۳۸۳، پیشروی مخالفان خاتمی تا آنجا ادامه یافت که رئیس قوهٔ مجریه ترجیح داد لوایح دوگانهٔ اختیارات ریاست‌جمهوری را با اعتراض و برای پرهیز از تنش بیشتر، از مجلسی که اکثریت آن در اختیار مخالفان اصلاحات بود، بازپس بگیرد. در بُعد اقتصاد، با این حال بسیاری از تحلیلگران اقتصادی همچنان از آثار درازمدت و کلان سیاست‌های اقتصادی خاتمی دفاع کرده و به او نمرهٔ قبولی دادند. در عرصهٔ سیاست خارجی، در دو سال پایانی ریاست‌جمهوری خاتمی، بحران هسته‌ای موقعیت روبه‌تثبیت ایران در عرصهٔ جهانی را بار دیگر متزلزل کرد. ماجرای مرگ مشکوک زهرا کاظمی، پروندهٔ حقوق بشر ایران و وضعیت بحرانی اکبر گنجی تلاش‌های خاتمی را برای تغییر نگاه جهانی به ایران کم اثر کرده‌است.

خاتمی در واپسین ماه‌های ریاست‌جمهوری‌اش در جمع دانشجویان در دانشگاه تهران مورد انتقاد قرار گرفت و سرانجام به خشم آمد. در پاسخ به دانشجویی که با لحنی تند از او سراغ وعده‌های عمل‌نشده‌اش را می‌گرفت، خاتمی به خود پرسش‌کننده اشاره کرد و گفت: 
«من قول داده بودم که شما روبروی رئیس‌جمهوری خود بایستید و از او انتقاد کنید. به این قول خود عمل کردم.»

## تاریخچهٔ انتخاباتی
| سال  | انتخابات          | رای        | درصد | رتبه | نتیجه        |
| ---- | ----------------- | ---------- | ---- | ---- | ------------ |
| ۱۳۵۸ | مجلس شورای اسلامی | ۳۲٬۹۴۲     | ۸۲٫۱ | اول  | برنده        |
| ۱۳۷۱ | مجلس شورای اسلامی | —          | —    | —    | رد صلاحیت شد |
| ۱۳۷۶ | ریاست‌جمهوری ایران | ۲۰٬۰۷۸٬۱۸۷ | ۶۹٫۶ | اول  | برنده        |
| ۱۳۸۰ | ریاست‌جمهوری ایران | ۲۱٬۶۵۹٬۰۵۳ | ۷۷٫۱ | اول  | برنده        |

## سفرها

### سفر به آمریکا
خاتمی در سال ۲۰۰۱ در سفری به آمریکا در دانشگاه سیتون هال سخنرانی ایراد کرده بود.
اما پس از دریافت روادید و ورود مجدد وی به آمریکا در اواخر ماه اوت سال ۲۰۰۶ عده‌ای از جمله فاطمه رجبی، همسر سخنگوی دولت احمدی‌نژاد و غلامحسین الهام، خواستار خلع لباس روحانیت از وی شدند. محمد علی ابطحی هم در واکنش، این سخنان را ناشی از وحشت اصول‌گرایان از جریانی به نام کابوس خاتمی خواند.سفر دوم خاتمی به آمریکا مورد استقبال شماری از اعضای هیئت نمایندگی ایران در سازمان ملل متحد قرار گرفت. وی به محض ورود به فرودگاه بین‌المللی جان اف کندی، بدون سپری کردن قواعد ورود به خاک آمریکا که حتی برای برخی مقام‌ها و شخصیت‌های سیاسی تراز اول کشورها نیز اعمال می‌شود، با خودروهای تشریفاتی از باند فرودگاه به محل اقامتش در نیویورک منتقل شد. خاتمی در کلیسای ملی واشینگتن و دانشگاه هاروارد سخرانی دربارهٔ گفتگوی تمدن‌ها و فرهنگ‌ها ایراد نمود.

### سفر به بریتانیا و اسکاتلند
خاتمی در اواخر سال ۲۰۰۶، به دعوت چند نهاد و دانشگاه برای چند سخنرانی عازم بریتانیا شد.
او ابتدا با دعوت دانشگاه سنت اندروز به اسکاتلند رفت و در دانشگاه سنت اندروز در شهر سنت اندروز در منطقهٔ فایف سخنرانی با عنوان «دوستی بدون مرز» ایراد کرد. پس از آن خاتمی در میان تشویق شدید حضار، دکترای افتخاری از این دانشگاه دریافت و مرکز ایران‌شناسی دانشگاه سنت اندروز را افتتاح کرد.
هم‌زمان با استقبال مقامات و دانشجویان دانشگاه، تظاهراتی اعتراضی از طرف برخی گروه‌های مخالف جمهوری اسلامی در بیرون سالن برگزار شد که خواهان دستگیری و محاکمه خاتمی به اتهام فعالیت‌های ضدانسانی و سرکوب مخالفان در دورهٔ ریاست جمهوری‌اش بودند.
خاتمی در ادامه با سخرانی در دانشگاه آکسفورد، سیاست‌های بوش را شعله‌ور شدن رادیکالیسم در کل جهان معرفی کرد و در جمع ایرانیان حاضر در جلسهٔ مشترک با بیان اینکه خاورمیانه باید از سلاح هسته‌ای عاری شود گفت که خشونت را باید منزوی نمود.خاتمی سپس به دعوت مراکز دانشگاهی انگلستان و چتم هاوس به لندن سفر کرد. وی در این سفر ضمن افتتاح مرکز مطالعات شیعه در دانشگاه دورام، در نشستی با مسئولان کلیسای انگلیکان فعالیت‌های این کلیسا در زمینه گفت‌وگوی بین‌الادیان برای خاتمی تشریح داده شد.

### سفر به ایتالیا
اولین سفر محمد خاتمی به عنوان رئیس‌جمهور با عنوان سفری سه‌روزه به ایتالیا با دعوت رسمی دولت ایتالیا، به عنوان اولین سفر یک مقام بلندپایهٔ ایرانی به اروپا پس از انقلاب ۱۳۵۷، در ۱۸ اسفند ۱۳۷۷ آغاز گردید که با استقبال فراوان رسانه‌ها مواجه شد. خاتمی در این سفر به‌جز دیدار با ماسیمو دالما نخست‌وزیر ایتالیا، پاپ ژان پل دوم رهبر کاتولیک‌ها و همچنین رئیس‌جمهور اسکار لویجی اسکالفارو و رؤسای مجالس سنا با نمایندگان نیز دیدار کرد. خاتمی در ادامهٔ سفر خود در دانشگاه فلورانس به سخرانی پرداخت. سی‌ان‌ان سفر خاتمی به ایتالیا را تاریخی و دعوتی به گفتگو خواند. دیدار خاتمی که ریاست سازمان کنفرانس اسلامی را نیز بر عهده داشت با پاپ رهبر کاتولیک‌ها این دیدار را به گفتگوی میان اسلام و مسیحیت تعبیر کرد. این دیدار در کانون توجه رسانه‌های بین‌المللی قرار گرفت از جمله روزنامهٔ واشینگتن پست نوشت، صحنه‌ای که در آن پاپ به خاتمی و هیئت بلندپایه همراه از جمله سه روحانی معمم خوش‌آمد گفت بسیار تماشایی بود. فرانکفورتر آلگماینه زایتونگ نیز دربارهٔ دیدار خاتمی و پاپ نوشت که این دیدار اهمیتی تاریخی دارد.
امضای یک یادداشت تفاهم پیرامون مبارزه با مواد مخدر، یادداشت همکاری‌های علمی و فنی و یادداشت همکاری‌های دوجانبه و یک‌جانبه از برنامه‌های سفر وی بود که با امضای قرارداد توسعه حوزه نفتی و توافقنامه میان مؤسسهٔ بیمهٔ اعتبار صادراتی ایتالیا و ایران همراه شد. خاتمی ساعتی پس از دیدار با پاپ و بازگشت از واتیکان ساعت چهار بعدازظهر فرودگاه چمپینو، رم را با بدرقهٔ معاون وزیر خارجهٔ ایتالیا به قصد تهران ترک کرد.خاتمی در دیدار با پاپ بر گفتگوی اسلام و مسیحیت برای عرضهٔ زندگی بهتر به بشریت تأکید کرد و محتوی پیام مسیح را محبت خواند. خاتمی در ۱۳ اردیبهشت ۱۳۸۶ نیز با دعوت رومانو پرودی به عنوان رئیس مؤسسهٔ بین‌المللی گفتگوی تمدن‌ها به ایتالیا سفر کرد که با سخرانی در دانشگاه گریگوری با حضور نخبگان و اندیشمندان واتیکان همراه شد.

### سفر به فرانسه
از مهم‌ترین سفرهای محمد خاتمی در زمان ریاست‌جمهوری‌اش سفر به فرانسه است. خاتمی دو بار به فرانسه سفر کرد که سفر سال ۱۳۷۸ خاتمی به فرانسه حائز اهمیت بود که به دعوت رسمی رئیس‌جمهور فرانسه به این کشور سفر کرد و وی با ژاک شیراک در کاخ الیزه دیدار نمود. در حاشیه این سفر که رسانه‌های فرانسه در توصیف آن از عبارت «گرم و با تشریفات کامل» استفاده کردند، برخی از رسانه‌های جناح راست افراطی فرانسه از شیراک انتقاد کردند که به چه دلیلی استقبال این‌چنین غیرمتعارفی را برای رئیس‌جمهور ایران ترتیب داده‌است. ‏ در سفر دوم خاتمی به فرانسه به علاوه بر استقبال رسمی ژاک شیراک، دومینیک دو ویلپن نخست‌وزیر وقت فرانسه، رئیس مجلس سنا و بسیاری از شخصیت‌ها و رجال سیاسی فرانسه نیز برای دیدار با محمد خاتمی در محل اقامت رئیس‌جمهور سابق ایران حضور یافتند. وی در این سفر در نشست ادبی، فرهنگی «شوقی و لامارتین» که در مقر سازمان علمی-تربیتی-فرهنگی ملل متحد یونسکو در پاریس برگزار شد، شرکت کرد. خاتمی در این سفر علاوه بر دیدارهای رسمی با وزیر کشور و رئیس‌جمهور فرانسه، با مدیرکل یونسکو نیز دیدار کرد و در ضیافت نخبگان فرانسوی نیز که به افتخار او ترتیب داده شده بود، شرکت کرد. ‏

### سفر به آلمان
محمد خاتمی یک بار در زمان ریاست جمهوری در سال ۲۰۰۰ و یک بار هم بعد از آن در سال ۲۰۰۸ به آلمان سفر کرد.یوشکا فیشر میزبان خاتمی در سفر اول بود. خاتمی به دعوت بنیاد کوربر، سفر دوم خود را به آلمان انجام داد. وی در ادامه در دانشگاه فرایبورگ در حضور استادان این دانشگاه سخنرانی کرد.

### سفر به اسپانیا
محمد خاتمی در ۲۶ اکتبر ۲۰۰۲ به دعوت آنا پالاسیو، وزیر امور خارجهٔ اسپانیا، و بار دیگر در ۲ اوت ۲۰۰۸ با دعوت فدریکو مایور مدیرکل سابق یونسکو برای شرکت در کنفرانس گفت‌وگوی مذاهب و فرهنگ‌ها و ادیان و برپایی صلح به مادرید سفر کرد.در سفر اول، خوسه ماریا اسنار رئیس دولت اسپانیا، سفر محمد خاتمی به اسپانیا را نقطهٔ عطفی در روابط دو کشور خواند.

### سفر به اتریش
محمد خاتمی بعد از سفر دوم خود در سال ۲۰۰۸ با دعوت هاینتس فیشر رئیس‌جمهور اتریش راهی این کشور شد. خاتمی در طول زمان حضور خود در اتریش با درخواست وزارت علوم این کشور در فرهنگستان علوم اتریش و دانشگاه وین سخرانی خود را در باب صلح و علم و مذهب ایراد نمود.

### سفر به عربستان
محمد خاتمی برای اولین بار در ۱۶ می ۱۹۹۹ به عربستان سفر کرد که مورد بازتاب و استقبال رسانه‌های این کشور قرار گرفت. خاتمی دومین بار برای مراسم خاک‌سپاری فهد بن عبدالعزیز آل سعود به عربستان سفر کرد. خاتمی برای بار سوم در سال ۲۰۰۹ به عنوان مهمان ویژهٔ مجمع شورای تعامل و تفاهم جهانی با دعوت پادشاهی عربستان به این کشور سفر کرد. وی ضمن دیدار با عبدالله بن عبدالعزیز آل سعود پادشاه وقت عربستان، در ملاقات‌های جداگانه با هلموت اشمیت صدراعظم سابق آلمان، رومانو پرودی نخست‌وزیر سابق ایتالیا، ریشارد فون وایتسکر رئیس‌جمهور سابق آلمان و اولوسگون اوباسانجو رئیس‌جمهور سابق نیجریه دیدار و گفتگو کرد.

### سفر به لبنان
محمد خاتمی در ماه مه ۲۰۰۳ به بیروت سفر کرد. این سفر سه‌روزه که با استقبال رسانه‌ها، مجلس اعلای شیعیان لبنان و ریاست جمهوری این کشور مواجه شد با سخرانی وی در ورزشگاه کمیل شمعون با حضور بیش از ۲۰ نمایندهٔ پارلمان، سندیکای روزنامه‌نگاران لبنان، رهبران طوایف مذهبی لبنان و رسانه‌های جمعی همراه شد.

## پس از ریاست‌جمهوری
خاتمی پس از پایان دوران ریاست جمهوری نیز فعالیت‌های خود را ادامه می‌دهد. او مؤسسهٔ بنیاد باران (بنیاد آزادی رشد و آبادانی ایران) را تأسیس کرده‌است و مسئولیت مرکز بین‌المللی گفتگوی تمدن‌ها را نیز به عهده دارد.

از مجموعه اسناد و هدایای دوران ریاست‌جمهوری محمد خاتمی «یادمان ریاست‌جمهوری سید محمد خاتمی» تأسیس شد. این یادمان بر اساس قانون به سازمان اسناد و کتابخانهٔ ملی وابسته‌است. فعالیت یادمان ریاست جمهوری سید محمد خاتمی با روی کار آمدن دولت محمود احمدی‌نژاد متوقف شد و ساختمان این یادمان در مجموعهٔ سعدآباد که جزو بناهای دولتی است پلمب گردید. تلاش‌های سازمان اسناد و کتابخانهٔ ملی برای بازگشایی این یادمان در دولت احمدی‌نژاد بود. با آغاز کار دولت حسن روحانی بار دیگر پروندهٔ یادمان ریاست جمهوری خاتمی گشوده شده و احتمالاً به‌زودی این یادمان بازگشایی خواهد شد.

### انتخابات ریاست‌جمهوری دهم

محمد خاتمی در روز ۱۶ آذر سال ۱۳۸۹

محمد خاتمی رئیس‌جمهور سابق ایران پیش‌تر اعلام کرده که اگر مردم بخواهند در انتخابات ریاست جمهوری دورهٔ دهم شرکت خواهد کرد. این در حالی است که برخی از حامیان وی با برگزاری همایش، او را دعوت به این امر کرده بودند. وی در روز بیست و سوم دی ماه ۱۳۸۷ در دیدار با جمعی از مردم ایلام در تهران، از احتمال کاندیداتوری خود یا میرحسین موسوی خبر داد. پس از انتخابات دهم وی همچون میر حسین موسوی و مهدی کروبی به جمع معترضان به نتایج انتخابات پیوست و خواستار انجام همه‌پرسی مجدد دربارهٔ نتایج انتخابات شد و همچنین در تظاهرات‌هایی نظیر ۲۵ خرداد، روز قدس و ۲۲ بهمن در حمایت از جنبش سبز و اعتراض به تقلب در انتخابات دهم شرکت نمود.
محمد خاتمی هم چنین در دی‌ماه ۱۳۸۹ در آستانهٔ سالگرد اعتراضات به نتایج انتخابات دهم در روز عاشورا با نمایندگان اصلاح‌طلب مجلس شورای اسلامی دیدار کرد و خواستار برگزاری انتخاباتی سالم و آزاد شد. پس از این دیدار، محمد خاتمی از سوی حامیان علی خامنه‌ای رهبر جمهوری اسلامی ایران و افرادی چون احمد جنتی، حسین طائب و حسین شریعتمداری متهم به براندازی نظام و تهدید به دستگیری شد.

#### حمله به حسینیهٔ جماران
در شب عاشورای ۱۳۸۸ بیش از پنجاه نفر از اعضای گروهک فشار به هواداران جنبش سبز که در جماران به مراسم عزاداری می‌پرداختند، حمله کردند. در حالی که سید محمد خاتمی در حسینیهٔ جماران، در حال سخنرانی بود و جمعیت زیادی در این حسینیه حاضر بودند اعضای گروهک فشار در شب عاشورای حسینی با فریادهای «حیدر حیدر»، «ابوالفضلِ علم‌دار خامنه‌ای نگه دار»، به این مکان حمله کردند و موجب نیمه‌تمام ماندن سخنرانی سید محمد خاتمی شدند. اصول‌گرایان همواره اعتراضات روز عاشورا را توهین به مقدسات و امام سوم شیعیان می‌داند در حالی که در شب عاشورا به مراسم عزاداری حمله و عده‌ای را مضروب کردند.

#### حمله به خاتمی
محمد خاتمی در روز ۲۲ بهمن ۱۳۸۸ به حمایت از جنبش سبز در راهپیمایی شرکت کرد. وی که در مسیر خیابان زنجان به سمت میدان آزادی در حال حرکت بود با حمله نیروهای لباس شخصی به خودروی حامل وی مواجه شد. همچنین برادر او، محمدرضا خاتمی، نیز به همراه همسرش، زهرا اشراقی، در این راهپیمایی دستگیر شدند که پس از بازداشتی کوتاه‌مدت آزاد شدند.

#### ممنوعیت خروج از کشور
در اسفند سال ۱۳۸۸ خبرگزاری فارس از قول عباس امیری‌فر به نقل از یک مقام اطلاعاتی اعلام کرد سید محمد خاتمی رئیس بنیاد باران ممنوع‌الخروج شده‌است. این خبر بلافاصله به وسیلهٔ نیویورک تایمز به نقل از رویترز مخابره شد و پس از مخابرهٔ چندین تکذیبیه از منابع مختلف نزدیک به خاتمی را به دنبال داشت در مهم‌ترین آن‌ها سید محمود علیزاده طباطبایی، وکیل سید محمد خاتمی با این استدلال که «برای ممنوعیت خروج می‌بایست تصمیم قضایی اتخاذ شود حال آنکه تاکنون چنین تصمیمی برای آقای خاتمی گرفته نشده‌است» این خبر را تکذیب کرد. چند سال بعد و بعد از اتمام دورهٔ فعالیت دولت دهم ایران، این موضوع دوباره مطرح شد. این بار علی لاریجانی، رئیس وقت مجلس شورای اسلامی در مصاحبه با لوموند اعلام کرد که محمود احمدی‌نژاد مسبب ممنوع‌الخروج شدن خاتمی در زمان دولت دهم ایران بوده‌است. احمدی‌نژاد در واکنش به این سخن اعلام بی‌اطلاعی کرد و این موضوع را در حیطهٔ اختیارات قوهٔ قضائیه دانست. خاتمی نیز مدتی بعد در واکنش به این اظهارنظرها، این موضوع را بی‌اهمیت دانست. در آذر ۱۳۹۲ زمانی که خاتمی سعی داشت برای مراسم درگذشت نلسون ماندلا به آفریقای جنوبی سفر کند، با وجود همکاری وزارت امور خارجه ایران جهت اخذ ویزا برای وی، به وی اطلاع داده می‌شود که وی ممنوع‌الخروج است. این اعلام با مقاومت خاتمی روبه‌رو می‌شود و وی درخواست می‌کند حکم رسمی ممنوع‌الخروجی وی اظهار شود که در مقابل این درخواست وی، این حکم به وی عرضه می‌شود.

### انتخابات مجلس نهم
در ۲۳ آبان سال ۱۳۹۰، حدود ۴ ماه قبل از انتخابات مجلس نهم، خاتمی انتخابات را حق یکایک مردم ایران دانست و گفت که «اگر در همهٔ حوزه‌ها نامزدهای موردعلاقهٔ همگان باشند و تضمینی باشد که اساس تعیین‌کننده رأی مردم است و فضا باز و آزاد و متناسب با انتخابات سالم و رقابتی باشد همه شرکت می‌کنند».

اصلاح طلبان نمی‌توانند و نباید در انتخابات نامزد و فهرستی داشته باشند؛ البته این به معنای تحریم انتخابات نیست. دل‌بستگان به اصل انقلاب هیچ‌گاه انتخابات را تحریم نمی‌کنند.

محمد خاتمی (قبل از انتخابات)
خاتمی پیش از انتخابات دربارهٔ شرکت کردن یا عدم شرکتش پاسخ روشنی نداده بود.
محمد خاتمی علی‌رغم انتظار طرفدارانش، و در حالی که «آزادی انتخابات، احزاب، مطبوعات و زندانیان سیاسی» را شرط شرکت اصلاح‌طلبان در انتخابات مجلس نهم دانسته بود، در حسینیهٔ پنج‌تن منطقهٔ آبسرد گیلاوند واقع در حوزهٔ انتخابیه دماوند و فیروزکوه رأی خود را به صندوق انداخت که با واکنش‌های تندی از جانب برخی چهره‌های اصلاح‌طلب و مردم به‌ویژه در فضای اینترنت و شبکه‌های اجتماعی مواجه شد. محمد نوری‌زاد از جمله افرادی بود که به شرکت خاتمی در انتخابات واکنش نشان داد و در مصاحبه با دویچه‌وله گفت: «از جمع کنده شده و به‌صورت فرد در این انتخابات شرکت کرده‌است.»
حسین نورانی نژاد، فعال سیاسی و روزنامه‌نگار در صفحهٔ فیسبوک خود نوشت در روز ۱۳ اسفند دیداری با خاتمی داشته، خاتمی در این دیدار بیان کرده «اخبار نگران‌کننده‌ای از برنامه و نقشه‌های تندروهای جریان حاکم» داشته که رأی دادن وی «حرکتی غافلگیرکننده» برای برهم زدن آن نقشه‌ها بوده‌است. وی اظهار نمود ادعا ندارد که درست تصمیم‌گیری کرده‌است و گفته به‌جای نگرانی از آبروی خود نگران «افراد در بند، حصرها، اصلاحات، و نقشه‌های شومی است که پیشاروی مردم، آرمان‌های انقلاب، جمهوریت و اصل نظام» است.

### انتخابات ریاست‌جمهوری یازدهم
به هر حال وضع کنونی کشور ناگوار است و همه موظفیم که برای اصلاح این وضع تلاش کنیم؛ ولی چه کنیم که یک جریان و تفکری می‌گوید من نظامم و هر کس مستحیل و هضم در من نشود خارج از نظام است!

اعتراض شدید خاتمی به تحریم‌ها
در ۳۰ آبان ۱۳۹۱ جمعی از اصلاح‌طلبان طرفدار شرکت در انتخابات به دیدار خاتمی رفتند و دربارهٔ انتخابات با او به گفت‌وگو نشستند. پس از آنکه عده‌ای از اینان از علاقهٔ خاتمی به بازگشت به قدرت صحبت کردند. فردای آن روز، وبسایت رسمی سید محمد خاتمی متن سخنرانی دیروزش را منتشر کرد که نشان داد که خاتمی به دنبال بازگشت به قدرت نیست و معتقد است مشکل این نیست چه کسی کاندیدا شود، بلکه خواست اصلی اصلاح‌طلبان را آزادی و امنیت منتقدان و تن دادن حکومت به خواست مردم می‌داند.
او در این سخنرانی به شدت از فضای حاکم و جریان‌هایی که به هر نحو ممکن حاضر به شرکت در انتخابات هستند انتقاد کرد و عدم شرکت در انتخابات را به معنای خروج از نظام ندانست.

تا کی همه‌مان تو سری خور باشیم و این همه تحقیر و توهین نسبت به همین دولت‌ها و ملت‌ها بشود و یک ملت زیر پنجه‌ها و چکمه‌های ر‍ژیم سفاک گرفتار باشد و ما حتی سر و صدای درستی هم نمی‌بینیم.

اعتراض شدید خاتمی به تحریم ها
همچنین از مجامع بین‌المللی، دولت‌های عربی و اسلامی به خاطر انفعال در مسئلهٔ سرکوب مردم غزه که او آن را «وحشیانه و خونین» نامید به شدت انتقاد نمود.
همچنین از تحریم‌های بین‌المللی نیز به شدت انتقاد کرده و ضمن انتقاد توأمان از سیاست خارجی حاکمیت فعلی و نیز سوءمدیریتِ موجود که اثرگذاری تحریم‌ها را افزایش داده، گفته‌است: «غربی‌ها و دیگران چه فکر می‌کنند آن‌هایی که دم از انسان می‌زنند! امروز بزرگ‌ترین فشار را مردم ما دارند متحمل می‌شوند. چه تحریم هوشمندی؟ این تحریم برای فشار آوردن روی مردم است حقوق بشر و انسان چه شده؟ من به این روش‌ها اعتراض می‌کنم.»

#### حمایت از حسن روحانی
پس از شروع فعالیت‌های تبلیغاتی کاندیداها محمدرضا عارف و حسن روحانی در میتینگ‌های تبلیغاتی خود به حمایت از عملکرد دولت اصلاحات و شخص سید محمد خاتمی پرداختند. چند روز مانده به انتخابات به پیشنهاد خاتمی، عارف به نفع روحانی از رقابت کناره‌گیری کرد. خاتمی سپس در بیانیه‌ای ضمن تشکر از عارف اعلام کرد که به حسن روحانی رأی خواهد داد و از همه اصلاح‌طلبان نیز درخواست کرد که به وی رأی دهند. روحانی نیز در نامه‌ای به خاتمی ضمن تشکر از وی و محمدرضا عارف، گفتمان خود را گفتمان «عقلانیت و اعتدال و اصلاحات» نامید و ابراز امیدواری کرد که تمام تلاش خود را برای پیروزی این گفتمان انجام خواهد داد. روحانی نهایتاً با کسب ۱۸٬۶۱۳٬۳۲۹ رأی، رئیس‌جمهور ایران شد. حسن روحانی پس از اعلام پیروزی وی در انتخابات، در پیام پیروزی و در اولین اظهارات رسمی خود ضمن تشکر از مردم و رهبر انقلاب، صراحتاً از حمایت‌های اکبر هاشمی رفسنجانی و سید محمد خاتمی تشکر کرد و گفت: «بی‌شک نقش امیدآفرین آیت‌الله هاشمی رفسنجانی و حجت‌الاسلام والمسلمین سید محمد خاتمی که از چهره‌های درخشان نظام در این خیزش خروش بودند شایستهٔ قدرشناسی است.»

### در زمان دولت یازدهم
با روی کار آمدن دولت یازدهم که از نیروهای اصلاح‌طلب نیز در آن بهره برده شده‌بود، خاتمی کوشید تا بتواند فاصلهٔ ایجادشده بین اصلاح‌طلبان ایران و هستهٔ مرکزی قدرت در ایران را کاهش دهد و با نزدیک شدن به شخص رهبر ایران، از میزان تنش موجود بکاهد. اما این آشتی‌جویی خاتمی، با واکنش منفی از جانب سید علی خامنه‌ای و حلقهٔ اطرافیان نزدیک وی روبه‌رو شد، به‌طوری‌که دستور ممنوع‌الخروجی خاتمی همچنان پابرجا ماند و وی نتوانست در مراسم تدفین نلسون ماندلا که در آفریقای جنوبی برگزار شد، شرکت کند. از طرف دیگر، هرگاه حسن روحانی تلاش کرد به اصلاح‌طلبان یا شخص خاتمی نزدیک شده یا نقش میانجی را ایفا کند، با تذکرها و هشدارهایی از جانب بیت رهبری و دستگاه‌های اطلاعاتی و نظامی روبه‌رو شد. اما خاتمی همچنان بر درخواست خود مبنی بر مودت نیروها در شرایط کنونی ایران تأکید می‌کند: «راه‌حل مشکلات کنونی، میدان دادن به افرادی با زبان تند و حصر و محدود کردن نیروها نیست؛ بلکه مصلحت نظام ما آشتی ملی است … عده‌ای به‌جای آشتی به حذف و کینه می‌اندیشند.»

#### حمایت دوباره از حسن روحانی
سید محمد خاتمی رئیس‌جمهور اصلاحات در تاریخ ۲۴ اردیبهشت ۱۳۹۶ در پیامی ویدئویی مردم را به شرکت در انتخابات ریاست جمهوری و حمایت از حسن روحانی دعوت نمود.

### انتخابات ریاست‌جمهوری سیزدهم
محمد خاتمی در انتخابات ریاست‌جمهوری ۱۴۰۰ نیز مردم را دعوت به شرکت در انتخابات کرد و به‌طور غیرمستقیم از کاندید مورد حمایت اصطلاح‌طلبان، عبدالناصر همتی حمایت کرد. وی پیش‌تر نیز پس از اعلام لیست نهایی نامزدهای تأیید صلاحیت شده، نسبت به «کم‌رنگ‌تر شدن و مورد تهدید جدی‌تر قرار گرفتن جمهوریت نظام» ابراز نگرانی کرده بود. اما این دعوت به مشارکت برخلاف دوره‌های قبل با استقبال ضعیف روبه‌رو شد و عبدالناصر همتی با اختلاف زیاد پس از سید ابراهیم رئیسی، آرای باطله و محسن رضایی در جایگاه سوم قرار گرفت.

### محدودیت‌های رسانه‌ای
تصاویر خاتمی در زمان رقابت ریاست جمهوری از طریق تبلیغات حسن روحانی رسانه‌ای شد که پیش از آن سابقه نداشت.
در بهمن ۱۳۹۳ غلامحسین محسنی اژه‌ای سخنگوی قوهٔ قضائیه اعلام کرد که محمد خاتمی مشمول محدودیت رسانه‌ای شده‌است. شش‌صد استاد دانشگاه با عنوان «بدعتی نگران‌کننده و تهدیدی کم‌سابقه برای حقوق شهروندی در جمهوری اسلامی» طی نامهٔ سرگشاده خطاب به صادق آملی لاریجانی رئیس قوهٔ قضائیه به این رویه اعتراض کردند.
در ۲ اسفند ماه ۹۳ پس از درگذشت خواهرش، فاطمه سادات خاتمی، به جز حسن روحانی و اکبر هاشمی رفسنجانی، از بزرگان نظام که منتقد وی به‌نظر می‌رسند به وی پیام تسلیت ندادند. رهبر ایران پیام تسلیتی خطاب به مادر وی داده بود و نام خانوادگی خواهرش را خلیلی خطاب کرده بود که نام خانوادگی فرزند اوست که در جنگ کشته شده‌است. از آنجا که وی از دادن پیام به سید محمد خاتمی امتناع کرده بود و به‌نظر می‌رسد چون مادرشان یک ماه بعد از این پیام در وضعیت وخیم بیماری و بیهوشی قرار گرفت در بعضی رسانه‌ها از آن با تیتر «آیت‌الله خامنه‌ای درگذشت خواهر محمد خاتمی را به مادر متوفی تسلیت گفت» یاد شده بود.
در ۱۳ فروردین ۹۴ به‌دنبال درگذشت سکینه ضیایی، مادر سید محمد خاتمی، پس از حسن روحانی، علی لاریجانی، رئیس مجلس شورای اسلامی نیز برای رئیس‌جمهور اسبق ایران پیام تسلیت فرستاد. کمی بعد مصطفی پورمحمدی، وزیر دادگستری نیز در پیامی به سید محمد خاتمی تسلیت گفت. خبر این تسلیت ابتدا در خبرگزاری میزان وابسته به قوهٔ قضاییه منتشر شد، اما چند ساعت بعد از روی این سایت برداشته شد. خبرگزاری میزان وابسته به قوهٔ قضاییه بعد از انتشار پیام تسلیت پورمحمدی وزیر دادگستری به محمد خاتمی رئیس‌جمهوری اسبق برای درگذشت مادرش ضمن حذف این مطلب، دبیر گروه قضایی این خبرگزاری را هم اخراج کرد. در تاریخ ۱۶ فروردین ماه نیز سید علی خامنه‌ای درگذشت مادر خاتمی را به بازماندگان و مردم اردکان و یزد تسلیت گفت.
در ۱۵ فروردین ۱۳۹۳، اسحاق جهانگیری، خبر از رفع محدودیت‌های رسانه‌ای اعمال‌شده بر خاتمی، در آینده‌ای نزدیک، خبر داد.
در نهایت در ۱۸ اردیبهشت ۱۳۹۴ یک خبرگزاری از پاسخ حسن روحانی، رئیس‌جمهور به نامهٔ اعضای مجمع روحانیون مبارز خبر داد. اعضای مجمع در این نامه خواستار بیان علت ممنوع‌التصویری رئیس دولت اصلاحات شده بودند. پس از ارسال این نامه، دفتر رئیس‌جمهور نامه‌ای به قوهٔ قضائیه فرستاد و پاسخ سؤال مجمع را از این قوه خواستار شد و رونوشت این نامه نیز به مجمع روحانیون ارسال شد. پس از انتشار این خبر محمدعلی ابطحی در این‌باره اظهار کرد: «پاسخ این نامه در مجمع روحانیون مطرح شد و به دلیل اینکه محتوای نامه قید «محرمانه» داشت، نمی‌توانم دربارهٔ جزئیات آن اطلاعاتی ارائه کنم.»
در ۲۳ خرداد ۱۳۹۴ حسن روحانی، رئیس‌جمهوری ایران در یک کنفرانس خبری در پاسخ به سؤالی مبنی به ممنوع‌التصویر و خبری سید محمد خاتمی، رئیس‌جمهور اسبق ایران ضمن دروغ خواندن این ادعا گفت: «شورای امنیت ملی هیچ مصوبه‌ای در زمینهٔ ممنوع‌التصویری کسی ندارد و اگر کسی چنین چیزی را به شورای امنیت ملی نسبت بدهد خلاف کرده و باید طبق قانون مجازات شود.»
در ۹ دی ۱۳۹۴، علی جنتی، وزیر فرهنگ و ارشاد اسلامی ایران، به دنبال اصرار قوهٔ قضاییه بر ممنوع‌التصویر بودن سید محمد خاتمی و جلوگیری از انتشار تصاویر وی در روزنامه‌ها، اعلام کرد: «سخنگوی وزارت فرهنگ و ارشاد اسلامی موضع وزارت‌خانه را اعلام کرد و در این خصوص شورای عالی امنیت ملی هیچ مصوبه‌ای در جهت ممنوع‌التصویر بودن آقای خاتمی ندارد. اقدامی که در این خصوص شده، اقدام دستگاه قضایی با توجه به تشخیص این قوه بوده‌است و از نظر ما به‌عنوان وزارت ارشاد و هیئت نظارت بر مطبوعات، چنین ممنوعیتی وجود ندارد.»
بعد از مدت‌ها ممنوع‌التصویر بودن سید محمد خاتمی در رسانه‌ها، تلویزیون ایران برای اولین بار در ۶ بهمن ۱۳۹۴ تصویر و سخنرانی او را پخش کرد. صدا و تصویر رئیس دولت اصلاحات در برنامهٔ ویژهٔ «پارلمان» شبکهٔ خبر پخش شد. سخنرانی خاتمی در این برنامه به دوره‌ای برمی‌گشت که او نمایندهٔ مردم اردکان یزد در مجلس شورای اسلامی بود. برخی با توجه به پخش این تصاویر احتمال پایان ممنوع‌التصویری خاتمی در صداوسیما را مطرح نمودند.

## جوایز و افتخارات
- مدال طلا از دانشگاه آتن

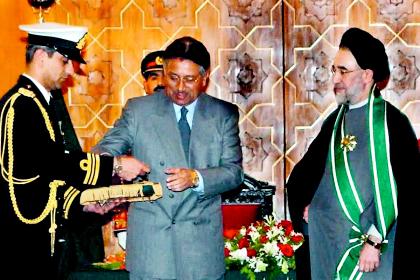
پرویز مشرف در حال اهدای نشان پاکستان به محمد خاتمی

- مدرک دکترای افتخاری از مؤسسهٔ فناوری توکیو
- دکترای افتخاری از پژوهشکدهٔ دولتی روابط بین‌المللی مسکو
- دکترای افتخاری فلسفه از دانشگاه دولتی مسکو
- درجه دکترای افتخاری توسط دانشگاه دهلی
- دکترای افتخاری از آکادمی ملی علوم جمهوری آذربایجان
- درجه افتخار در علوم سیاسی از دانشگاه لبنان
- لوح افتخار و مدال تمایز از فدراسیون بین‌المللی آموزش والدین
- دکترای افتخاری از دانشگاه النیلین
- عالی‌ترین نشان سیوداد بولیوار ونزوئلا
- مدال عالی ورمیل پاریس فرانسه
- نشان طلایی شهر رم ایتالیا
- دکترای افتخاری حقوق از دانشگاه سنت‌اندروز
- مدال ویژهٔ مجلس نمایندگان اسپانیا و مجلس سنا اسپانیا
- نشان شایستگی جمهوری ایتالیا
- بالاترین افتخار غیرنظامی رئیس‌جمهوری پاکستان
- مدال آزادی‌بخشی ونزوئلا
- نشان خوزه مارتی کوبا

### جایزهٔ گفتگوی جهانی
جایزهٔ گفتگوی جهانی در سال ۲۰۰۹ که از سوی سازمانی به همین نام در دانمارک برگزار می‌شود، به دو چهرهٔ نامدار ایرانی تعلق گرفت که سال‌ها در زمینهٔ گفتگوی فرهنگ‌ها و تمدن‌ها فعالیت کرده‌اند؛ داریوش شایگان فیلسوف و سید محمد خاتمی سیاستمدار.
«جایزهٔ گفتگوی جهانی» در سال ۲۰۰۹ بنیان شد و از برندگان جایزه شایگان و خاتمی نیز برای شرکت در مراسمی در دانشگاه آرهوس کپنهاگ برپا می‌شود، دعوت شد.

### آتن و سنت اندروز
دانشگاه سنت اندروز و دانشگاه آتن نیز به وی مدال طلا و دکترای افتخاری اهدا نمودند. این دکترای افتخاری نشانهٔ تقدیر و تجلیل از اقدامات فکری و عملی خاتمی در راستای بهبود روابط میان مسلمانان، مسیحیان و یهودیان است.